# Vatnahverfi
Vous lisez un « bon article » labellisé en 2019.
Vatnahverfi, actuellement connue sous les noms de Tasikuluulik ou Qeqertaasaq en langue groenlandaise, est une ancienne colonie viking située dans l'établissement de l'Est. Le nom de Vatnahverfi peut être approximativement traduit par « District des lacs ».
Le territoire de Vatnahverfi se découpe sous la forme d'une péninsule recouvrant une superficie supérieure à 500 km2 dont le centre est distant d'environ 150 km de l'extrémité sud du Groenland et de 500 km du fjord de Nuuk.
Quelques traces matérielles montrent que Vatnahverfi aurait été occupé par des peuples de la culture de Dorset. Durant la période viking, la colonie aurait probablement été un établissement disposant de terres pastorales et de fermes « riches et productives ». Les Vikings s'installent à Vatnahverfi vers la fin du Xe siècle et y pratiquent l'agriculture pendant près de 500 ans avant qu'ils ne disparaissent du district et de l'ensemble du Groenland, probablement au début du troisième quart du XVe siècle, vers l'an 1450, selon les sources écrites issues du Grœnlendinga saga — néanmoins les datations au carbone 14 effectuées sur des ruines groenlandaises mettent en évidence que l'île n'a été abandonnée par le peuple nordique qu'à la fin du XVe siècle, soit cinquante ans après la date indiquée par cette source littéraire norroise. L'ancien district de Vatnahverfi est également mentionné dans le Landnámabók (« Le Livre de la colonisation ») et la Saga d'Erik le Rouge. Bien que plusieurs hypothèses concernant la disparition des Vikings aient été suggérées, celle-ci reste inexpliquée. Elle est suivie de l'occupation du territoire par les peuples thuléens. Plusieurs expéditions sont menées au cours du XVIIIe siècle et la première campagne de fouilles est opérée durant la première moitié du XIXe siècle.
Pendant la première moitié des années 2010, un total de 124 sites archéologiques, prospectés, excavés, fouillés et comprenant chacun plusieurs vestiges de bâtiments, ont été inventoriés sur ce territoire. Les ruines mises au jour sont essentiellement des structures d'époque viking — shielings, église et cairns —, quelques vestiges d'époque thuléenne (sépulture et tente) ayant été également retrouvés. Les vestiges ont livré un mobilier essentiellement composé d'objets runiques, de vaissellerie, de pièces utilisées pour le tissage ainsi que de pièces employées pour les transports terrestres et maritimes. De nombreux écofacts (fauniques et palynologiques) ont été recueillis sur le territoire de Vatnahverfi, les restes végétaux ayant permis de dater les phases successives de trois sites archéologiques.
En 2017, une partie des terres de Vatnahverfi (environ 75,5 km2) sont inscrites au patrimoine mondial de l'UNESCO. Ce territoire est l'une des cinq composantes du bien patrimonial intitulé « Kujataa au Groenland : agriculture nordique et inuite en bordure de la calotte glaciaire ».

## Géographie

### Situation et territoire

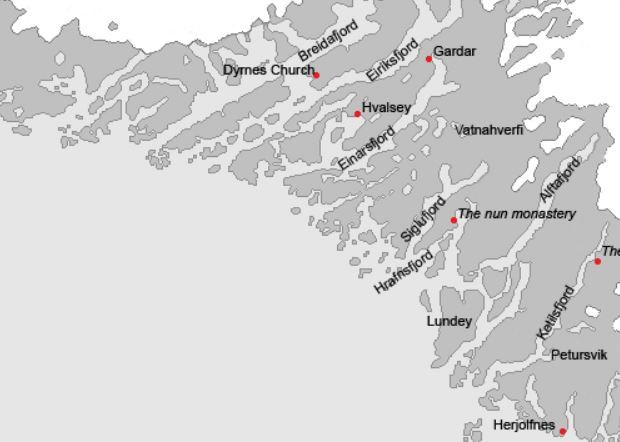
Carte représentant Vatnahverfi et ses environs au sein de l'établissement de l'Est.

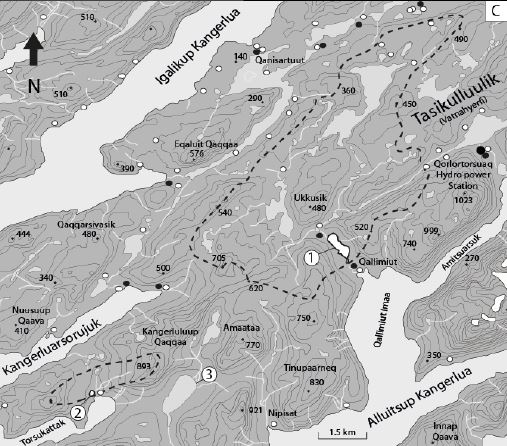
Gros plan de la partie centrale de Vatnahverfi (les chiffres 1 et 3 indiquent respectivement les lacs de Qallimiut et de Kangerluluup).

Vatnahverfi est localisé sur la côte sud-ouest du Groenland et peut être considéré comme une péninsule se développant entre la mer du Labrador, dans sa partie ouest, jusqu'au glacier de Jespersens, glacier qui se trouve à plusieurs dizaines de kilomètres à l'intérieur des terres,. Le site s'inscrit dans la partie centrale de l'établissement de l'Est,. Vatnahverfi est bordé au nord par le fjord de l'Igalikup Kangerlua (it) (ou Igaliku Fjord, Einarsfjord),,,.
Par ailleurs, le territoire de Vatnahverfi trouve son emplacement entre Einarsfjord — le fjord et la colonie située à la pointe du fjord sont actuellement tous les deux connus sous le nom d'Igaliku — et Hrafnsfjord (l'actuel fjord d'Alluitsoq, ou Lichtenau fjord en danois) et est distant d'environ 500 km du fjord de Nuuk. La partie sud-est est découpé par les fjords de Sioralik et d'Ammitsuarssuk, deux branches de l'Alluitsup Kangerlua,.
Le territoire de Vatnahverfi est alimenté, dans sa partie nord-est, par le glacier Sermeq Kangilleq. Dans sa partie centrale, la péninsule est irriguée par le lac Qorlortosuup Tasia (ou Qorlortorsuup Tasia (it)), une étendue d'eau d'une superficie de 3,5 km2, comprise entre la tête du fjord d'Amistsuarsuk au sud, et le village de Qorlortorsuaq, au nord et distante d'environ 11 km d'Igaliku Kujalleq (it), ; le lac d'Amitsuarsuup Tasia, d'une surface de 0,35 km2 ; et le lac d'Amaqqup Tasia, qui recouvre une étendue de 4,5 km2,. Vatnahverfi est irrigué par le lac de Qallimiut,. Cette étendue d'eau, de type proglaciaire et située à 2 km du fjord d'Alluistup Kangerlua, s'étend sur 82 ha et présente une profondeur de 16 m. Un autre lac proglaciaire, appelé le Petit lac de Kangerluluup, de 6 ha de surface et de 6,4 m, irrigue la partie sud-est de la péninsule.
La péninsule de Vatnahverfi recouvre plus de 500 km2,, — pour l'archéologue Christen Leif Vebaek, le territoire de Vatnahverfi s'étend sur une surface comprise entre 550 et 600 km2.
Le cœur de la péninsule se trouve à environ 140 km au nord-ouest du cap Farvel, l'extrémité sud du Groenland.
La zone de Vatnahverfi inscrite en tant que bien patrimonial recouvre, quant à elle, une superficie de 75,42 km2,. Le territoire du site patrimonial s'étend de la plaine d'Igaliku Kujaleq, au nord-est, pour s'étrécir sur une largeur de 6 à 3,5 km le long des côtes du fjord d'Igaliku, au sud-ouest,.
Plusieurs villages, notamment Alluitsup Paa, Alluitsoq, Eqalugaarsuit, Igaliku Kujalleq (it),,,,,,,,, Qorlortorsuaq,, et hameaux, dont Qanisartuut, Tasilikulooq, Saqqaa, Timerliit (it) et Qorlortukasik, trouvent leur emplacement au sein du territoire de Vatnahverfi.

Situation et territoire
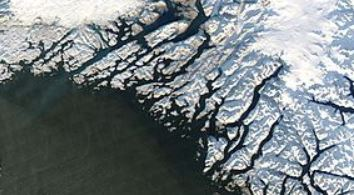
Vue satellite de Vatnahverfi, ici au centre.
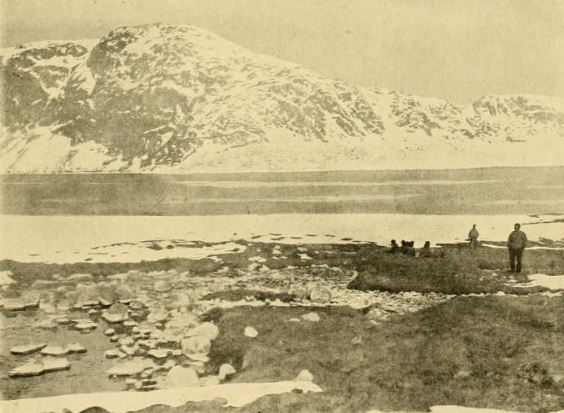
Hrafnsfjord.
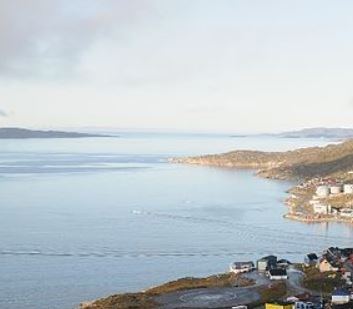
Panorama du fjord d'Igaliku, depuis le centre-bourg de Qaqortoq.
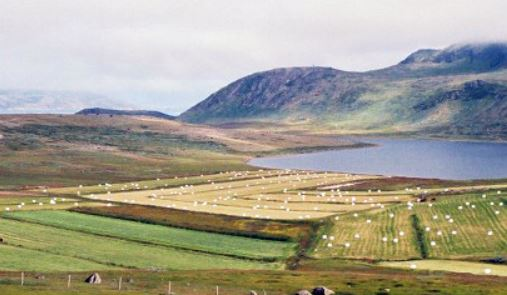
Cultures agricoles.

### Géologie et relief

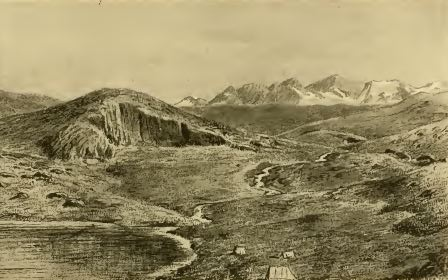
Panorama topographique de Vatnahverfi (ici aux environs d'Igaliku Kujalleq).

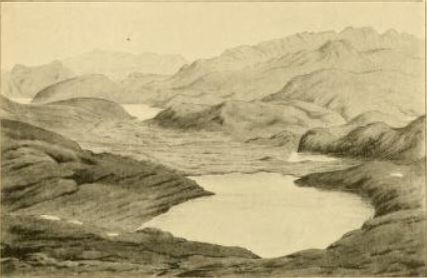
Panorama topographique Vatnahverfi.

Vatnahverfi s'élève à une altitude moyenne d'environ 500 m. La partie septentrionale de son territoire présente un relief modelé par l'érosion. Cet ensemble géomorphologique, qui est orienté selon un axe nord-est/sud-ouest, s'étend sur une superficie totale de 16 000 ha. Dans sa partie sud-ouest, la topographie de Vatnahverfi est marquée par la présence d'un massif montagneux entrecoupé de vallées glaciaires. Cette zone, qui se développe d'est en ouest sur une longueur de 70 km, s'élève à une altitude supérieure à 1 800 m. L'Akuliarusersuak ou Akuliarusersuaq, un autre massif montagneux qui évolue entre les fjords de Sioralik et d'Amitsuarsuk, dans la partie sud-est de Vatnahverfi, s'élève à une altitude moyenne d'environ 1 465 m (soit environ 5 700 pieds),,.
À l'instar de la totalité de l'extrémité sud du Groenland, les terres de Vatnahverfi reposent sur une roche-mère formée à l'ère du Paléoprotérozoïque (éon du Protérozoïque) (datée entre 1 900 et 1 600 Million d'années) et faisant partie d'un ensemble géologique désigné sous les termes de « Ketilidian mobile belt »,,. Cet ensemble est essentiellement constitué de roches granitiques, de diorite et de gneiss. La géologie de la péninsule est marquée, dans sa partie nord-est, par une intrusion géologique, dite « intrusion de Gardar »,,, de type magmatique, formée au cours du Mésoprotérozoïque et datée de 1 500 à 1 180 Ma. Elle est principalement constituée de syénite et de pechblende riche en uranium,,.

## Toponymie
Le toponyme de Vatnahverfi est composé du terme « Vatnah- », décliné du mot norrois « vatn » (en danois : « vand »), renvoyant à la notion d'eau et du terme « -hverfi », mot qui peut faire à la fois référence à un « groupe de fermes », à une vallée ou encore une dépression topographique,,.
Vatnahverfi est également connu sous les termes de district des lacs, ce nom faisant référence aux nombreux lacs et rivières présents sur son territoire,,,,.
En langue groenlandaise, le toponyme de Vatnahverfi est actuellement connu sous le terme de Tassikuluulik,, ou alternativement, sous le nom de Qeqertaasaq,,.
Tout au long de l'histoire moderne du Groenland, les anciens noms de lieux nordiques ont été largement remplacés par les noms inuits,,. Cependant, le toponyme de « Vatnahverfi » est le seul nom datant l'époque nordique à être encore actuellement utilisé. La mention de ce toponyme apparaît également sur les cartes modernes de la péninsule,.
La toponymie locale révèle que plusieurs lieux-dits et localités, faisant partie de la péninsule de Vatnahverfi, ont été connus ou mentionnés sous plusieurs termes. Igaliku Kujalleq, a été mentionné au XIVe siècle sous le nom de Austfjöðr (en danois Austfjord), puis de Søndre Igaliko. Alluitsoq a été mentionné sous le terme norrois de Hrafnsfjöðr, correspondant à Hrafnsfjord ou Rafnsfjord en danois, puis connu sous les toponymes de Lichtenau fjord, Unartok, Uunartoq et, plus récemment, sous les noms d'Agdilutsok et d'Alluistup Kangerlua,,,,,. Sioralik et Ammitsuarssuk (ou Amitsuarsuk), les deux embranchements situés à la tête de l'Alluitsup Kangerlua (Hrafnsfjöðr), ont été respectivement mentionnés, durant le XIVe siècle, sous les hydronymes norrois de Slettufjöðr — le terme Slettu, décliné de slètta, donne en danois slette (« plaine ») — et de Hornafjöðr — composé de Horna, donnant en scandinave horn (« corne »),,. Alluitsup Paa, a pour ancien toponyme le nom groenlandais d'Agdluitsup pâ et le terme danois de Sydprøven,,. Le lac de Qallimiut a été anciennement désigné sous les noms de Kagdlumiut,,, Qagdlumiut et Qallumiut,. Le village d'Eqaluit, est mentionné sous le toponyme d'Hafgrímsfjörð (en danois : Hafgrimjorden), puis sous le nom d'Ekaluit,,.

## Histoire

### Période de Dorset
Quelques traces matérielles pourraient indiquer la présence de populations dorsétiennes sur le territoire de Vatnahverfi,,. Ces éléments se présentent sous la forme d'artefacts destinés à la chasse (tête de harpon) et de pièces d'industrie lithique,.

### Colonie des Vikings

#### Installation et prise de possession des terres

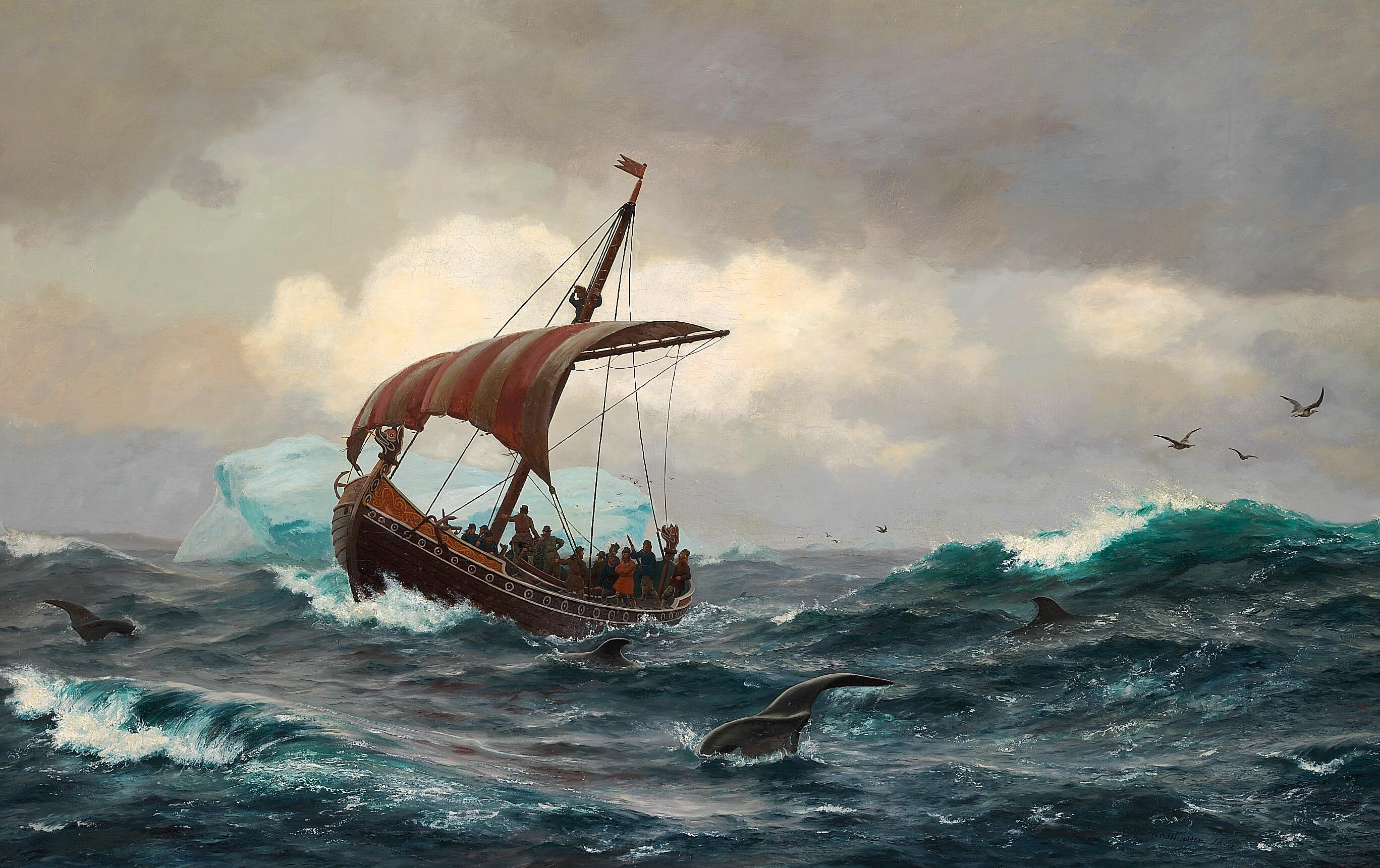
Summer on the Greenland coast circa year 1000, par Carl Rasmussen.

Au début de la période norroise, durant la colonisation (ou landnám,,) du Groenland par les vikings, le territoire de Vatnahverfi aurait été initialement investi par Thorvald Ásvaldsson. Il accompagne son fils, Erik le Rouge, lors de son bannissement d'Islande dans les années 980,,. L'expédition d'Erik le Rouge, partie d'un lieu mentionné sous le nom de Snefjeldsnæs (correspondant à l'actuelle Snæfellsnes), comprenait alors vingt-cinq navires,. Néanmoins, seuls quatorze vaisseaux vikings parvinrent à débarquer sur les côtes sud-ouest du Groenland,. La Saga des Groenlandais, au chapitre no 4, indique que « les hommes qui sont partis à l'étranger (en exploration, en exil) avec Erik ont pris possession de terres au Groenland » et inclut dans sa liste un homme appelé Hafgrim, personnage mentionné dans le passage du recueil médiéval sous les termes norrois : « Hafgrímsfjörð og Vatnahverfi »,,. Une mention similaire est également indiquée dans le Landnámabók. Hormis le personnage d'Halfrim accompagnant Erik le Rouge, la Saga des Groenlandais et le Landnámabók citent également Styr Storgrimsson, Thorbjorn Vivilson, Eyul Svinoe Einar, Arnlaug, Helge (ou Elgi) Thorbrandsson, Herjolf, Hrafn, Sœlve (ou Solvi), Siglu, Ketil, Thorbjornglora, et Alpta,,. Tandis que les autres chefs vikings prennent la tête de différentes parties de la colonie groenlandaise, Hafgrim (ou Hafgrímur) s'octroie le territoire de Vatnahverfi ainsi que les terres de Hafgrímsfjörð,.
Au cours des années suivantes, d'autres vikings, prenant la route maritime tracée par Érik le Rouge, viennent s'installer au sein de la colonie de l'Est ainsi que dans celle de l'Ouest,.
À cette époque, pour les colons vikings, le choix de venir s'installer sur le territoire de Vatnahverfi, plus qu'à la faveur de l'optimum climatique, a été principalement et probablement guidé par l'opportunité de pouvoir exploiter des terres relativement riches et fertiles.

#### Occupation et exploitation des terres
À partir du début du XIe siècle, aux environs de l'an mille, le christianisme s'est peu à peu développé au sein de l'Établissement par le biais de Leif Erikson, l'un des fils d'Érik le Rouge converti au catholicisme durant un séjour en Norvège,. En 1261, les colons nordiques auraient probablement prêté allégeance au roi de Norvège Håkon Håkonsson, cessant ainsi d'être indépendants,.
Au cours de la période viking, sur l'ensemble de la colonie de l'Est, le territoire de Vatnahverfi disposait alors de la plus importante densité d'établissements et d'exploitations agricoles.
Les fermes et les terres pastorales du district de Vatnahverfi ont probablement été assez « riches et productives »,,,,,. Les fouilles archéologiques ont révélé que les colons scandinaves de Vatnahverfi élevaient des bovins, des moutons, des chèvres et des cochons, et domestiquaient également des chevaux et des chiens.
Les investigations conduites au sein de plusieurs vestiges de shielings, ont permis de révéler que l'activité de transhumance était l'une des principales composantes de l'économie des colons nordiques de Vatnahverfi. En outre, bien que le territoire de Vatnahverfi ait été colonisé vers 985, de récentes recherches paléoenvironnementales et paléopalynologiques ont permis de dater par le carbone 14 la construction des premiers shielings entre 1050 et 1150. Les résultats de ces mêmes études, via les variations observées dans les diagrammes polliniques indiquent que la production fourragère a connu un développement significatif entre 1225 et 1325. Pour les archéologues, cette intensification pourrait être corrélée avec un accroissement de population et un développement de l'occupation des basses vallées de Vatnahverfi au cours de cette période. Une nette diminution de l'impact environnemental daté de 1300-1390 (datation calibrée), élément observé via les fossiles polliniques recueillis au sein des différents vestiges de agricoles de Vatnahverfi, suggère une baisse de l'activité des shielings et de la transhumance à cette période. Ces établissements agraires ont probablement été abandonnés autour de 1325–1415 (datation calibrée).
Les shielings nordiques de Vatnahverfi dits « simples » comportent généralement une sorte d'enclosure, un type de bâtiment anciennement connu et mentionné sous les termes norrois de stekkur ou de lambakró,. Ces établissements agricoles, lors de la période viking, sont principalement destinés à la traite des ovins et des bovins ainsi qu'à la production laitière.
À Vatnahverfi, durant l'apogée de la colonie nordique, entre 50 et 55 fermes étaient occupées de manière permanente. À cette même époque, la péninsule de Vatnahverfi comptait entre 400 et 440 habitants,. Chaque ferme abritait en moyenne huit personnes. Dans la partie centre-sud-ouest de la péninsule, la population a atteint son niveau maximal vers l'an 1300. Lorsque la colonie de Vatnahverfi a connu sa période de déclin, seules 35 fermes étaient occupées en permanence. La population de Vatnahverfi s'élevait alors à 280 habitants. De récentes recherches palynologiques réalisées sur trois sites nordiques ont permis d'estimer, par datation au 14C, la période durant laquelle ces trois fermes ont été abandonnées : vers 1350-1420 concernant l'établissement agricole situé sur les rives du lac de Saqqaa ; entre 1290 et 1400 pour la ferme du lac de Vatnahverfi ; et entre 1220 et 1380 pour la ferme Ø 71, en bordure du lac de Saqqaata Tasia. La plupart des structures agricoles de Vatnahverfi auraient cessé d'être utilisées et habitées vers la fin du XIVe  et début du  XVe siècle.
Des recherches menées à Vatnahverfi, au début des années 1990, ont permis d'établir que les sols ont fait l'objet d'un important phénomène d'érosion durant la période viking,. Cette érosion des sols a été causée par des mises en pâture et des défrichements intensifs,,. En outre, les défrichements pratiqués par les fermiers vikings ont conduit à une importante déforestation du territoire de Vatnahverfi, touchant plus particulièrement les massifs de bouleaux pubescents. D'autre part, pour l'archéologue Konrad Smiamorwski, les fermiers nordiques de Vatnahverfi, en raison du refroidissement climatique survenu au Groenland vers la fin du XIIIe siècle, auraient très probablement opéré une « réorganisation drastique » de leur économie, cette restructuration touchant essentiellement les petits établissements agricoles.

#### Domaines et églises

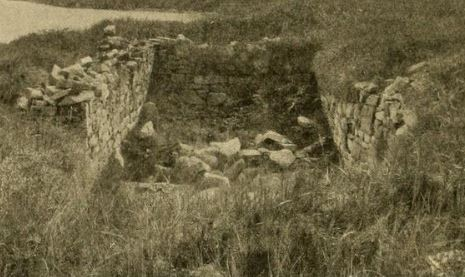
Vestiges de l'église d'Undir Höfða sous l'angle ouest.

De même qu'à Hafgrimsfjord, au sein d'un domaine agricole, appelé Undir Hofdi — ou Undir Höfða, en vieux norrois, — et localisé à Austfjöðr, une église est érigée,. À contrario d'une autre église nordique de Vatnahverfi, abandonnée vers l'an 1200, celle d'Undir Hofdi continue à être utilisée au cours de XIIIe siècle. Un morceau d'argile et de verre fondu par la chaleur, mis en évidence dans les ruines de l'église, suggère que le bâtiment religieux aurait fait l'objet d'un incendie, comme cela a été le cas avec les grandes églises de Brattahlíð, de Garðar et de Herjolfsnes,,,.
La zone située près de la tête de l'Austfjord, plus au nord, aurait été, sous l'époque nordique, un important centre de Vatnahverfi, probablement en raison de sa proximité et de sa facilité d'accès à pied ou en bateau de Garðar, l'actuel village d'Igaliku,,, et distante d'environ 15 km en direction du nord-ouest, où les bâtiments du diocèse et du parlement du thing locaux étaient implantés,,.
Durant la seconde moitié du XIIIe siècle, sur le territoire de Vatnahverfi, le royaume de Norvège est détenteur d'une propriété, une Kongsgården (en) (ou Króksfjaðeiðr), située à l'extrémité du Hrafnsfjord (ou Rafnsfjord) et connue sous le nom de Foss (le terme foss signifie littéralement « chutes d'eau »),,,,,,,. Cette propriété royale, un établissement agricole comportant une église, a été construite dans une zone qui, à cette époque, était considéré comme une riche piste de saumons,,,. La propriété de Foss est mentionnée par l'explorateur Dano-norvégien Peder Olsen Walløe (en) et dans un texte du moine bénédictin Søsterkloster,.

### Abandon de la colonie

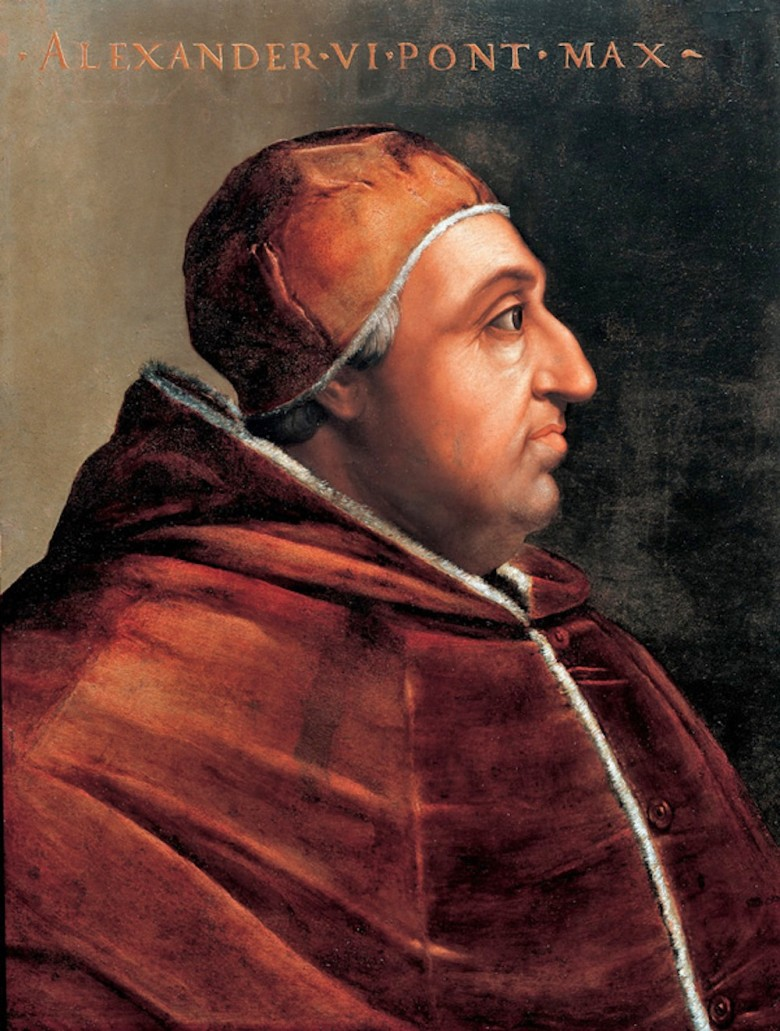
Le pape Alexandre VI.

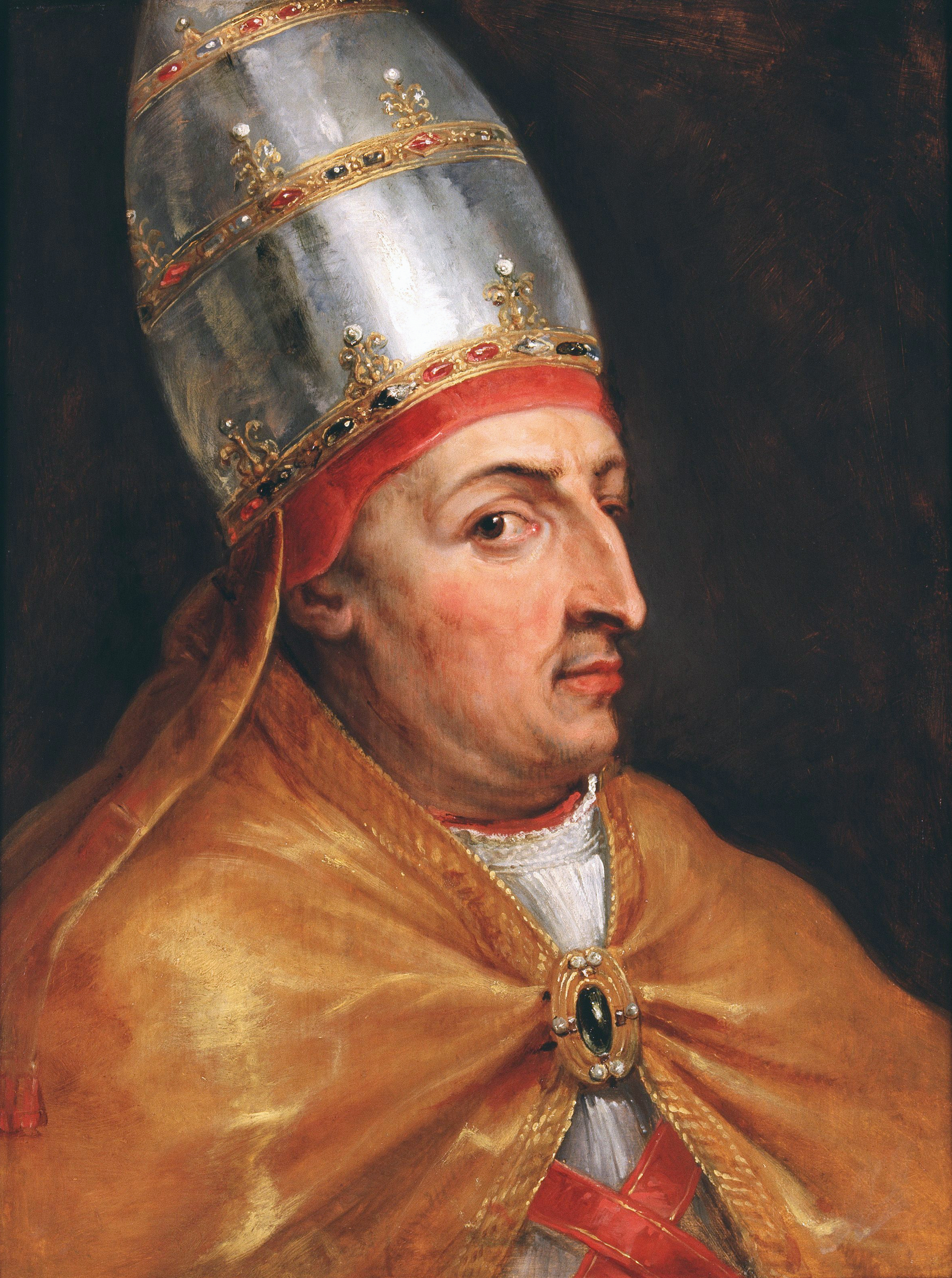
Le pape Nicolas V.

Les données historiques suggèrent que les navires en provenance d'Europe sont arrivés moins fréquemment en raison de l'aggravation des conditions de navigation maritime. Cette baisse de fréquentation des navires sur les côtes de l'établissement de l'Est, notamment ceux provenant d'Islande et de Norvège, commence dès le début du XVe siècle. La couronne norvégienne et l'église catholique romaine de Nidaros ont fini par abandonner la colonie, même si certains papes étaient conscients de la situation. Dans une lettre datée du 20 septembre 1448, le pape Nicolas V écrivant à propos du diocèse du Groenland (« une région située à l'extrémité de la terre », déplore qu'il n'y ait pas eu d'évêque résident depuis une trentaine d'années. Ces préoccupations ont été reprises dans une lettre émise par le pape Alexandre VI (1492-1508) et datée des premières années de son pontificat (années 1490, fin du XVe siècle), le patriarche estimant qu'aucune communion n'avait été célébrée au Groenland depuis un siècle, et que l'île n'avait été abordée ou accostée par aucun navire depuis 80 ans. Cependant, même après que la colonie a été laissée à l'abandon par l'Église, le titre vide « Évêque de Gardar » continua à être détenu par une succession d'au moins dix-huit individus jusqu'au XVIe siècle, aucun ne visitant leur diocèse nominal et seulement un d'entre eux, le bénédictin Mattias Knutsson, nommé évêque par le pape Innocent VIII en 1492, aurait exprimé le désir de le faire.

### Disparition des colons vikings
Après avoir vécu pendant près d'un demi-millénaire, le sort exact des colons nordiques à Vatnahverfi et dans le reste du Groenland reste inconnu, bien que plusieurs facteurs aient probablement été impliqués,. Le mode de vie pastoral des Nordiques du Groenland aurait été probablement mis à mal par le début du petit Âge glaciaire, beaucoup plus que celui de leurs homologues européens,. Les analyses par concentration isotopique du strontium, du 13C et du 13N ainsi que les analyses d'ADN fossiles issus des restes osseux mis en évidence sur les différents sites des établissements de l'Est et de l'Ouest ont révélé que les protéines de mammifères marins — en particulier celles des phoques — des Groenlandais nordiques des dernières générations connues sont devenues de plus en plus importantes dans leur alimentation, y compris dans les zones pastorales comme Vatnahverfi, tels qu'à Igaliku Kujaleq — site archéologique no Ø 66, dans la nécropole d'Undir Höfða, où plus de quinze squelettes ont été exhumés —, alors que les restes datant de la période de colonisation sous Erik le Rouge montrent que la majeure partie de leur régime alimentaire était basé sur les ressources issues de l'exploitation de la terre,,,,,,,,. D'autres théories incluent la possibilité de conflit entre les Nordiques et les Thuléens,, ou encore que la colonie viking ait fait l'objet d'incursions de pirates normands vers 1450,,. Une autre hypothèse suggère que les populations nordiques de l'établissement de l'Est, y compris celles installées à Vatnahverfi, économiquement dépendantes des importations continentales via le transport maritime, auraient été les « plus isolées des communautés chrétiennes occidentales », mais également fortement impactées par la faiblesse des contacts outre Groenland,,. Rien n'indique, d'après les recherches archéologiques ou l'analyse des restes humains exhumés, que les scandinaves se soient mariés avec les inuits de Thulé ou aient adopté leur mode de vie,. En outre, aucun document historique danois, islandais ou norvégien ne suggère un exode des Nordiques hors du Groenland et/ou un retour en Islande ou en Norvège,,. Enfin, bien que les sources écrites issues du Grœnlendinga saga fassent état d'une disparition des colons vikings vers l'an 1450, les datations au carbone 14 réalisées sur des vestiges groenlandais montrent que l'île n'a été abandonnée par le peuple nordique qu'à la fin du XVe siècle, soit près de cinquante ans après la date indiquée par cette source littéraire norroise.

### Période de Thulé
Les Thuléens finirent par arriver dans les zones de peuplement scandinaves, le début du Petit Âge glaciaire leur permettant probablement d'augmenter leur aire d'occupation jusqu'au Groenland méridional, à une époque où la présence scandinave sur l'île nord-américaine touchait à sa fin,. La tradition orale des Inuits rapporte des exemples d'amitié et d'hostilité entre les deux peuples,.
Les dernières générations de Vikings auraient probablement été en contact avec les peuples thuléens, notamment dans les districts de chasse de Norðr Setur ou Nordseta, territoires au sein desquels il était alors possible de se procurer de l'ivoire de morse et de narval,. En 1949, sur le site Ø 64, a été découverte une poignée d'arme fabriquée dans de la défense de morse. Cet artefact a été identifié comme étant de culture thuléenne.

### Époques moderne et contemporaine
Dans les années 1720, le missionnaire Hans Egede part à la recherche de l'ancienne colonie viking. Sur place, le missionnaire danois ne trouve aucun colon nordique. En 1774, durant la mission moravienne au Groenland (en), le frère Gotfried Grillich fonde, à l'extrémité sud-ouest de la péninsule de Vatnahverfi, la colonie de Lichtenau (actuelle localité d'Alluitsoq),,,,. L'église de Lichtenau est construite vers la fin du XVIIIe siècle. Durant la même période, en 1778, l'explorateur Aron Arctander entreprend une expédition au Groenland et traverse la péninsule de Vatnahverfi du nord jusqu'au sud,,,.

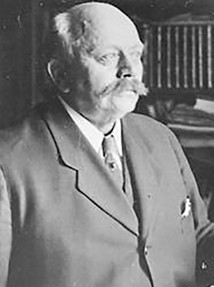
L'archéologue Daniel Bruun, fouilleur du site d'Undir Høfdi.

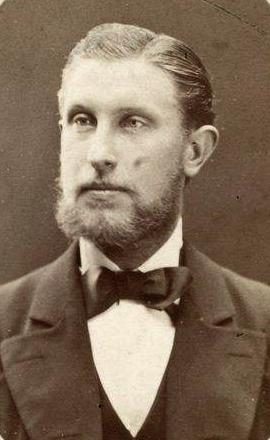
L'explorateur Gustav Holm, fouilleur à Undir Høfdi.

Les premières reconnaissances et fouilles archéologiques entreprises à Vatnahverfi sont conduites en 1839 par J. F. Jørgesen, sur le site d'Undir Høfdi. Sur les lieux, enfouis à une profondeur allant de 180 à 240 cm, il exhume des restes humains, des éléments vestimentaires et des cercueils. Le site fait l'objet d'une excavation en 1854 par le géographe et géologue danois Hinrich Rink (en). Au tournant des années 1880, l'explorateur Gustav Holm entreprend une expédition à Julianhaab — ou Julianhåb, l'ancien toponyme danois pour désigner la commune de Qaqortoq, — et mène des fouilles sur ce même site. Dans la première moitié des années 1890, l'archéologue Daniel Bruun conduit à son tour une campagne des recherches archéologiques sur le site d'Undir Hofdi.
Dans la première moitié du XXe siècle, en septembre 1932, l'historien Poul Nørlund et l'archéologue Gudmund Hatt (da) entreprennent des travaux de reconnaissances et des prospections à Vatnahverfi. En 1939, le danois Andreas Egede est le premier à venir s'établir puis à construire une ferme moderne à Vatnhaverfi, dans la localité d'Igaliku Kujaleq. En 1965, le territoire de l'ancien établissement de Vatnhaverfi comprenait six familles et 38 habitants. En 1946, alors que le Groenland reste encore sous l'influence des bases militaires américaines issues du deuxième conflit mondial, des membres de la famille Lund (Cecilie et Henning Lund), viennent s'installer dans la péninsule, dans la localité de Qanisartuut (it), et y font construire une maison à pans de bois,,,,,. Cette maison fait ultérieurement l'objet d'une mesure de protection en tant que bien patrimonial culturel du Groenland,.
Les villages d'Alluitsup Paa, d'Alluitsoq, d'Eqalugaarsuit, près d'Igaliku et établi sur la partie orientale du Einarsfjord, ainsi que la localité d'Igaliku Kujalleq (it) — l'ancienne ferme connue sous le nom d'Undir Höfða,, puis Kagssiarssuk, à la fin du XIXe  et début du  XXe siècle —, située dans la zone nord-est, font partie de l'ancien territoire de Vatnahverfi,,,,,,. Les colonies modernes, dans ce que les Scandinaves considéraient comme le district de Vatnahverfi, se sont implantées à l'embouchure des fjords plutôt qu'à leurs têtes,,,,. Les zones de Vatnahverfi qui étaient auparavant occupées par les Scandinaves, se révèlent actuellement les moins densément peuplées,,. Cependant, au XXe siècle, elles sont toujours utilisées par les Groenlandais modernes, principalement pour l'élevage d'ovins et, dans une moindre mesure, pour les cultures agricoles,,,. Le bétail est maintenu sous abri en saison hivernale et, au tournant des années 1980, les bêtes sont mises en stabulation. Des cultures destinées au fourrage sont actuellement pratiquées dans l'ancienne colonie nordique.
En 2004, une campagne de prospections et d'investigations archéologiques conduites sur les sites de Vatnahverfi et d'autres localisés dans l'établissement de l'Est débute. Cette campagne, appelée le Vatnahverfi Project, permet aux chercheurs d'approfondir les connaissances des vestiges et gisements antérieurement fouillés, mais également d'entreprendre des investigations et des excavations de vestiges non encore prospectés. Ces travaux de recherche prennent fin en 2010.
En date du 1er juillet 2015, la population de l'actuelle Tasikuluulik s'élevait à dix-neuf habitants répartis sur six fermes. Les statistiques de l'élevage à Tasikuluulik font état de 3 265 moutons, 45 chevaux et d'un cheptel composé de 27 têtes de bovins en 2014. La température moyenne relevé au mois de juillet 2015 s'élevait à 10,2 °C.
En 2017, lors de 41e session du Comité du patrimoine mondial, la partie nord-est de l'ancien établissement Vatnahverfi, qui est la quatrième composante du bien patrimonial intitulé « Kujataa au Groenland : agriculture nordique et inuite en bordure de la calotte glaciaire » a bénéficié d'une inscription au titre patrimoine mondial de l'Unesco,,,. Le bien patrimonial de Tassikuluulik inscrit recouvre une superficie d'environ 75,42 km2,,,. Cette composante comporte six anciennes fermes nordiques chacune située au sein d'une localité ou d'un hameau : à Qanisartuut, à Tasilikulooq, à Saqqaa, à Timerliit, Qorlortukasik et à Igaliku Kujalleq.

Colonies modernes de Vatnahverfi
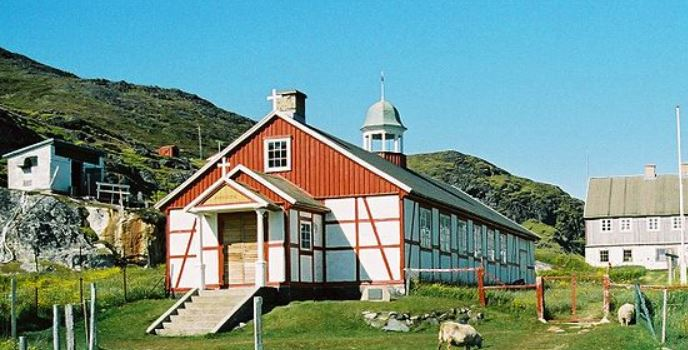
Église missionnaire d'Alluitsoq construite à la fin du XVIIIe siècle.
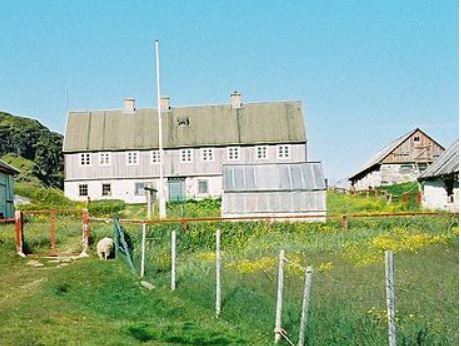
Bâtiments agricoles à Alluitsoq.
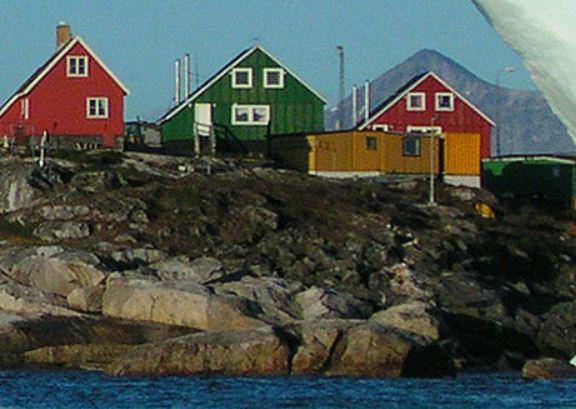
Maisons à Alluistup Paa.
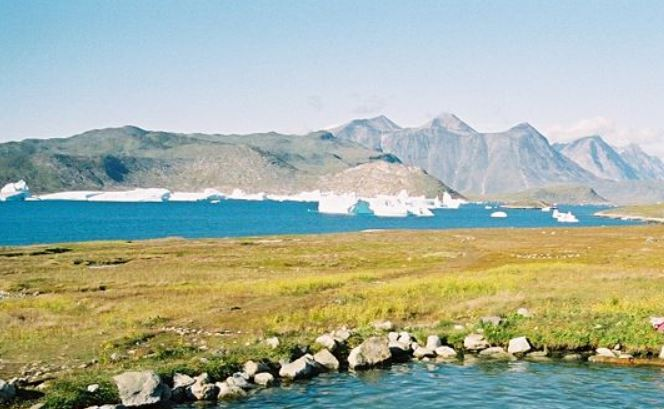
Paysages naturels à Alluitsup Paa.

## Dans les sources littéraires nordiques et historiques

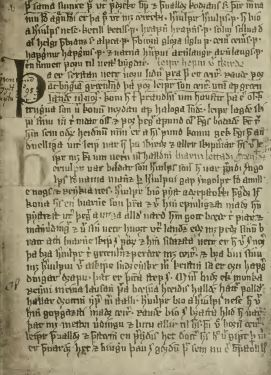
Page de la Saga d'Erik le Rouge mentionnant la colonisation de Vatnahverfi par Thorvald Ásvaldsson.

Le site de Vatnahverfi est notamment mentionné, dans le Landnámabók (le Livre de la colonisation) et la Saga d'Erik le Rouge,,,.
En complément des citations provenant de la Saga des Groenlandais et du Landnámabók, le site de Vatnahverfi est également mentionné dans la Saga d'Einar Sokkason,. L'établissement nordique aurait été probablement le cadre d'un événement décrit dans la Saga d'Einar Sokkason, où le protagoniste, Einar Sokkason, tue un marchand norvégien lors d'un banquet sous l'approbation tacite de l'évêque de Gardoar, Arnaldur,. En outre, un prêtre norvégien nommé Ívar Bárðarson (ou Ivar Bárdarson, Ivar Bårdsson), qui a vécu dans la colonie nordique vers le milieu du XIVe siècle en tant que représentant de l'archidiocèse de Nidaros et de la couronne norvégienne, mentionne dans son récit intitulé Description du Groenland que la région du « District des lacs » offre d'excellentes possibilités de pêche,. En outre, le prêtre norvégien fait mention de la propriété de la couronne norvégienne appelée Foss, cette possession royale comportant une église (« kirke »),,,,.

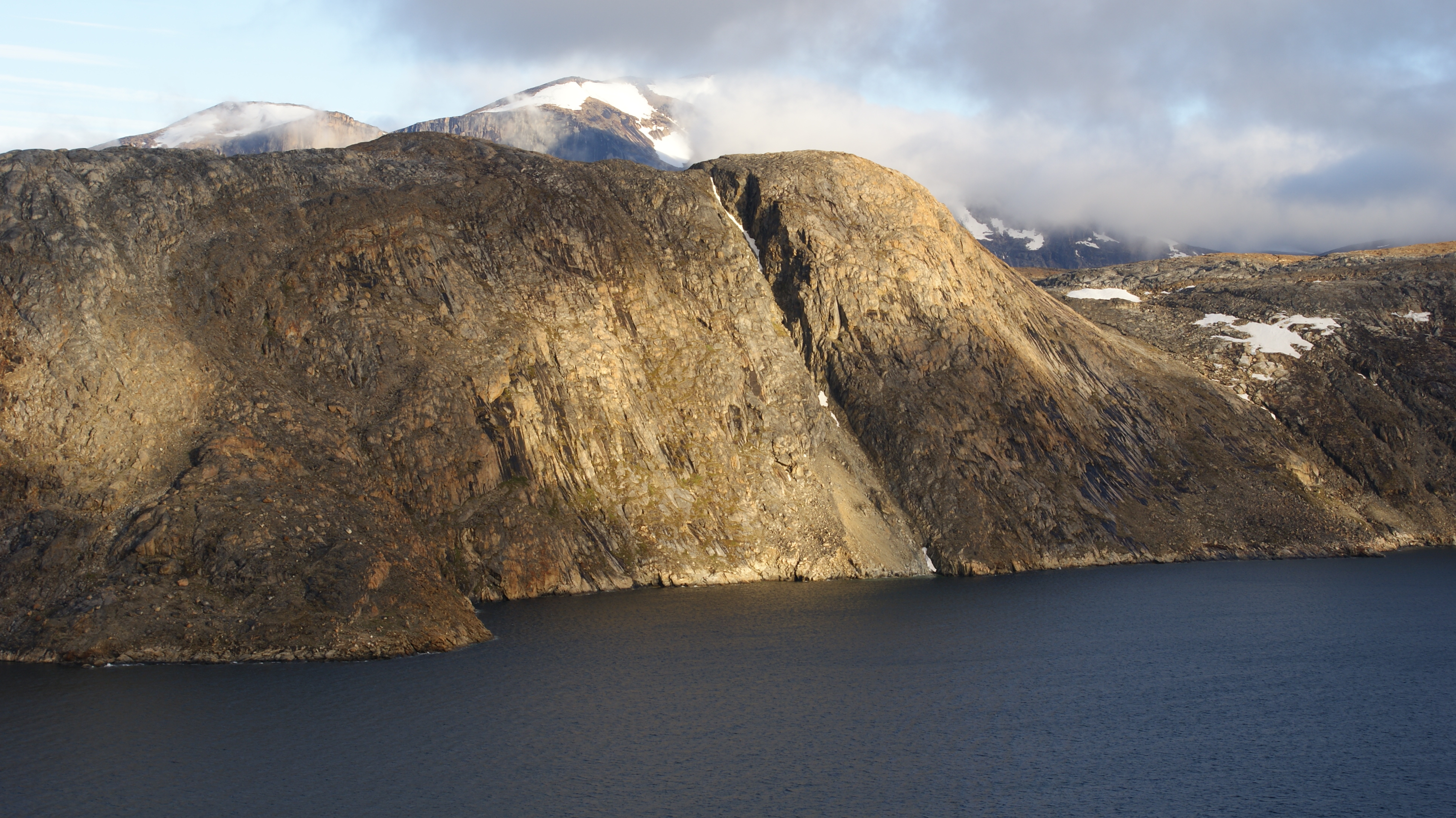
L'île d'Akia.

Bárdarson a également fait référence à une île nommée « Renøe » — ou Hreinsey, Rendyrsøen, signifiant île de Caribo,,,. Selon Bárdarson, cette île comportait, à l'époque nordique, une ferme épiscopale appartenant à l'évêché de Garðar,,. Cet établissement agricole était alors destiné à l'élevage des rennes,,. Les archéologues estiment que cette terre mentionnée par Báradson, qui fait partie de l'aire de Vatnahverfi, pourrait correspondre à l'île actuellement connue sous le toponyme d'Akia (en) à l'embouchure du fjord d'Igaliku et quelques kilomètres des côtes nord-ouest de la péninsule de Vatnahverfi,,,,. Les vestiges de la ferme épiscopale pourraient être possiblement identifiés par les groupes de ruines no 1 et no 2 (sites archéologiques Ø 188 et Ø 273) mis en évidence l'île d'Akia en 2010,.
En outre, le clerc norvégien décrit une église qu'il cite sous les termes d'Undir Høfda. Néanmoins, les fouilles archéologiques ont mis en évidence que le bâtiment décrit par Báradson, compte tenu des détails fournis par le prêtre, est probablement l'église construite à Igaliku, autrement dit celle de Garðar,. Undir Høfda est mentionnée dans le Flateyjarbók dans le passage : « hin v undir Höfda i Austfirði »,.

## Vestiges

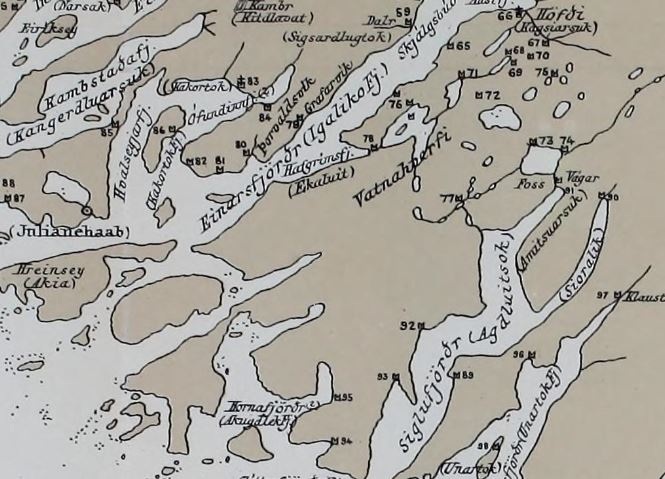
Carte marquant l'emplacement des sites archéologiques inventoriés à Vatnahverfi en 1899.

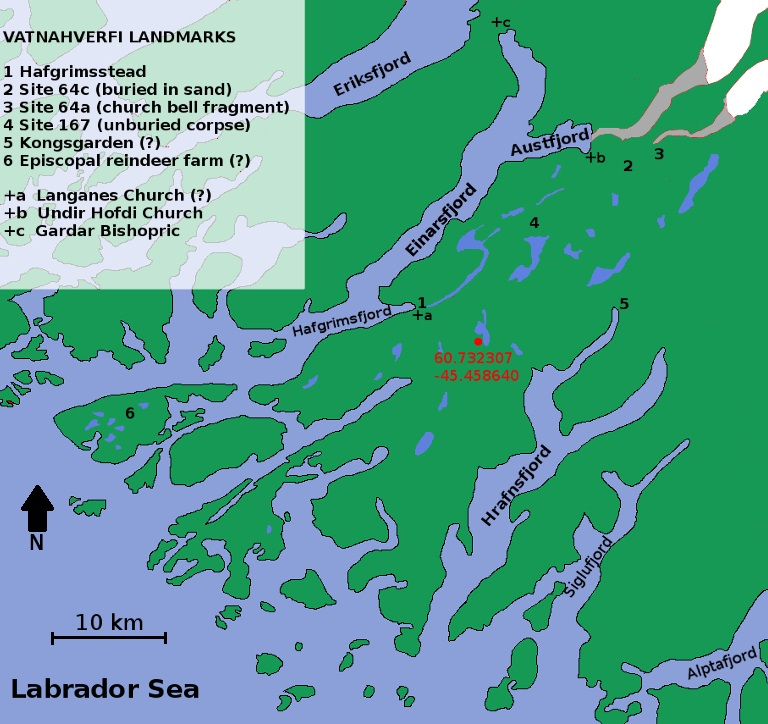
Carte marquant l'emplacement de quelques vestiges à Vatnahverfi.

Dans les années 2000, un total de 580 vestiges ont été recensés et identifiés sur le territoire de Vatnahverfi,. La plupart de ces ruines sont des anciens bâtiments agricoles construits durant l'époque nordique,. Ces ruines de fermes, dont environ 72 % sont situées au-dessous de 100 m d'altitude, sont répartis sur 91 sites archéologiques,. Plusieurs autres vestiges ont été prospectés, excavés et fouillés entre les années 2005 et 2011 et représentent environ 20 % de la totalité des ruines inventoriées sur l'ensemble de l'établissement de l'Est,. Au début des années 2010, un total de 980 vestiges répartis sur 124 sites ont été recensés à Vatnahverfi. Ces sites sont classés selon huit catégories ou types : trois catégories de petits shielings dits « simples » (dépourvus d'une habitation associée aux bâtiments agricoles) ; deux catégories de shielings dits « complexes » (comportant une habitation) ; une catégorie de ferme de taille moyenne comprenant un à deux logis ; et deux catégories de grandes fermes disposant d'au moins une maison et pouvant inclure une église. Les sites archéologiques sont inventoriés au moyen d'un nombre précédé de la lettre « Ø » pour Østerbygden, l'équivalent du « É » de l'établissement de l'Est,,.

### Vestiges vikings

#### Undir Höfði

##### L'église et son aître

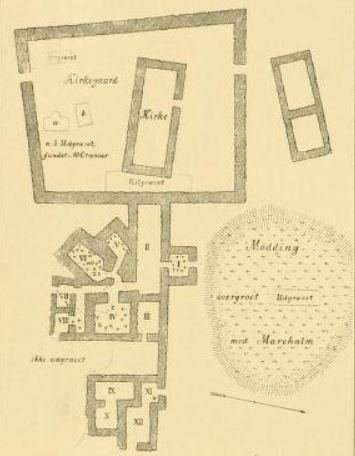
Plan général des vestiges de bâtiments d'Undir Höfði dressé par Daniel Bruun en 1894.

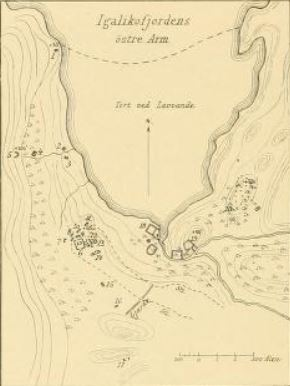
Carte représentant l'emplacement du site d'Undir Hofdi à la tête du fjord d'Igaliku (croquis de Gustav Holm et Daniel Bruun).

Le seul site médiéval de Vatnahverfi mentionné dans les sources littéraires et identifié avec certitude est l'église d'Undir Høfdi — également connue sous les termes norrois de Undir Høfda ou Undir Höfði, et actuellement sous le toponyme groenlandais d'Amikitaap Illuki,. Undir Höfði est découvert en 1880 par l'explorateur Gustav Holm,,. À la fin du XIXe siècle, en 1894 des sondages sont exécutées au sein de l'ancienne église nordique par l'archéologue Daniel Bruun (is),,. Les ruines du bâtiment religieux, dont le site archéologique est repertorié sous l'intitulé « Ø 66 », ont été ensuite fouillées en 1926, puis ont fait l'objet d'une importante excavation en 1935,,,,. Ces deux opérations ont été conduites sous la direction de l'archéologue, historien et architecte danois Aage Roussell,.
Les premières fouilles ont permis d'identifier les fondations et des maçonneries arasées. L'église, dont le style architectural est typiquement nordique (da), se présente sous la forme d'un rectangle de 16 m de long sur 6 m de large, soit une surface de 96 m2,. Comparativement à d'autres bâtiments religieux nordiques excavés dans l'établissement de l'Est, la taille de l'église d'Undir Höfði se révèle être moyenne.
Lors des investigations de 1926, trois squelettes ont été découverts dans les substructions de l'extrémité ouest du bâtiment et quatre autres, mesurant entre 145 et 150 cm de stature, ont été mis en évidence dans une tombe collective située entre 20 et 40 cm de profondeur et distante d'environ 4 m de la façade sud de l'église. Un cinquième squelette, d'une taille d'environ 180 cm, a été mis au jour sous ces quatre restes humains. L'aître, dont le plan au sol est orienté selon un angle de 90° par rapport à celui du bâtiment religieux, se développe sur une longueur d'environ 27,5 m pour une largeur de 24.5, soit une surface totale de 673,75 m2,. Compte tenu des caractéristiques métriques du bâtiment religieux, la construction et l'utilisation de l'église ont été, dans un premier temps (au début des années 1980), datées du milieu du XIVe siècle. Ultérieurement, la datation au 14C des restes osseux a permis d'attribuer la construction du bâtiment entre 1275 et 1375.

Vestiges de l'église d'Undir Höfði
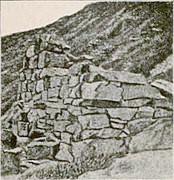
Murs arasés de l'église.
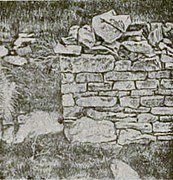
Section de mur.
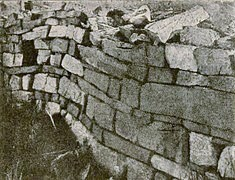
Mur arasé.
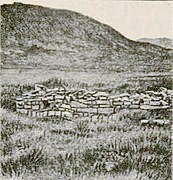
Vue d'ensemble des vestiges de l'église.
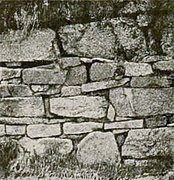
Section de mur.

##### Les autres bâtiments d'Undir Höfði

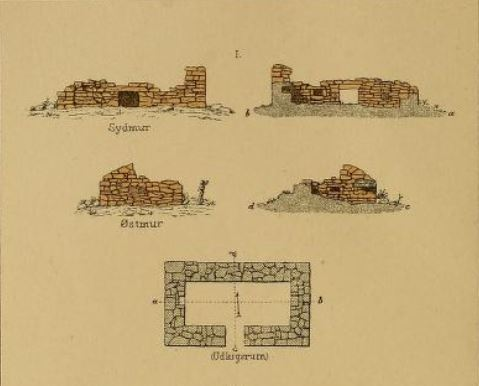
Croquis représentant les vestiges de l'habitation d'Undir Hofdi (Gustav Holm, 1883).

Les prospections opérées sur le site Ø 66, ont également permis de retrouver, associés aux vestiges de l'église, deux ruines de bâtiments agricoles et les restes de structures d'habitations,.
Les ruines des maisons nordiques, dont les surfaces sont relativement peu étendues, ont révélé, après excavation, un abondant mobilier archéologique. Au nord-ouest des bâtiments, une couche stratigraphique, composée de cendres et de charbon, a été mise en évidence à une profondeur comprise entre 17 et 47 cm. La présence de cette couche charbonneuse, recouverte par un dépôt de limon éolien stérile d'une épaisseur comprise entre 45 et 60 cm, permet d'attester une activité humaine à cet endroit et datée de la même époque que les bâtiments. Deux ossements carbonisés ont été exhumés dans cet étage stratigraphique.

#### Ferme d'Abel - siteØ 167
Les premières fouilles de la ferme Ø 167, également appelée « ferme d'Abel », sont conduites par l'archéologue danois Jørgen Meldgaard en 1949, puis par Christen L. Vebæk en 1950,,. Les vestiges sont établis à 278 m d'altitude. Ils trouvent leur emplacement à proximité d'un lac, en surplomb d'une vallée montagneuse et sont distants de 3 à 4 km en axe sud-est de Russip Kuua, un lieu-dit faisant partie de la localité de Qaqortoq. Au sein de l'aire de fouilles du site, d'une superficie de 350 × 350 m, une quinzaine de vestiges ont été recensés et inventoriés sous les numéros 1 à 15. Parmi l'ensemble des quinze ruines, relativement bien préservés, trois présentent une bonne qualité de conservation : le vestige no 1, une structure d'habitation ; le vestige no 4, une skemma (sorte d'ancien office ou de réserve nordique) ; et le vestige no 7, un bâtiment. Une seizième ruine a été découverte et excavée en 2006, puis fouillée en 2009,.
Les murs d'une habitation (vestiges no 1) se déploient sur une longueur de 40 m. Le bâtiment domestique comportent plusieurs salles, dont l'une, la pièce « II », est aménagée de deux foyers attenant au mur nord. L'accès principal de la maison est précédé d'une zone pavée. Un couloir, d'environ 5,5 à 6 m de long, et est contigüe à l'embrasure de la porte donnant accès à la salle III. La salle IV de la maison, probablement destinée à servir de salon — un skali, ou skáli en vieux norrois, —, occupe une surface de 5 × 1,8 m. Ses murs sont construits au moyen de pierres de forme plate appareillées avec des briques faites en tourbe. Le bâtiment dispose d'un sol pavé. La pièce no VI, de forme rectangulaire, mesure 4 m de long, sur un peu plus de 2 m de large. Cette pièce est appareillé au moyen de blocs massifs alternés par des pierres de petite taille. Elle est aménagée d'une sorte de dais (anciennement désigné sous le terme nordique pallr) et dispose d'un foyer accolé au mur sud. Au sein du foyer, qui mesure 45 × 45 cm, des cendres, des scories et des fragments d'artefacts ont été recueillis. La salle no I, se développe sur longueur d'environ 2,5 m et s'étend sur une largeur de 1,5 m sur sa partie ouest. Les archéologues n'ont pas pu déterminer avec précision la période d'utilisation de cette habitation nordique, néanmoins, pour C. L. Vebæk, il est possible d'identifier au moins deux phases de construction.
Le bâtiment no 2 s'étend sur environ 40 m de long. Il comprend trois pièces. Les murs de première salle, de 1,5 m d'épaisseur, mesurent 9 × 5 m et sont arasés à une hauteur allant de 0,8 à 1,4 m. Son espace intérieur se déploie sur une surface de 6,5 à 6 m de long sur 2 m de large. L'accès de la pièce, orientée sur un axe nord-nord-ouest/sud-sud-est, est disposé sur la façade sud. La pièce II, transversale à la pièce I, est orientée selon un axe nord-est/sud-ouest et dispose d'un espace interne d'environ 4 m de long sur 1,5 m de large. Elle est aménagée d'un dispositif thermal. Pour Vebæk, compte tenu des structures mises en évidence au sein de cette salle, le bâtiment no 2 était très probablement destiné à servir de bains publics. La salle III, dont les murs mesurent un à deux mètres d'épaisseur, comporte un espace intérieur s'étendant sur une longueur d'environ 3,5 m sur une largeur allant de 1 à 1,3 m. La pièce dispose d'une entrée aménagée sur son mur nord-est.
Le bâtiment no 3, distant d'environ 35 à 40 m en axe nord-ouest des ruines 1 et 2, est une dépendance qui se développe sur une longueur de 13 m et s'étend sur une largeur comprise entre 3 et 5 m. Ces murs externes, qui abritent trois pièces sont construits à partir de tourbe. Le sol, non pavé, est essentiellement constitué de roches et comporte quelques dalles.
Le bâtiment no 4, la skemma, se révèle, au sein de la ferme d'Abel, une structure relativement isolée des autres constructions nordiques. Son plan au sol, orienté selon un axe nord-est/sud-ouest, se présente sous la forme d'un rectangle de 7,8 m de long sur 3,4 à 3,9 m de large. Ses murs, d'une épaisseur allant de 1,5 à 2 m, atteignent jusqu'à 2,25 m de hauteur. La skemma est aménagée de deux pièces : l'une, la plus petite, disposée dans la partie sud-est et dont la surface interne mesure environ 2,25 m de long sur 1,2 à 1,5 m ; la seconde, la plus vaste, disposée dans la partie nord-est, s'étend sur une longueur de 4 m pour une largeur comprise entre 2 et 2,3 m. L'accès du bâtiment est aménagé sur la façade sud-ouest. Cette entrée, large de 0,85 m, dispose d'un sol dallé et d'un encadrement constitué de pierres taillées.
Le bâtiment no 6, qui se présente comme étant un probable lieu de vie, est divisé en six salles. L'une des pièces dispose de murs arasés à une hauteur allant de 50 à 60 cm jusqu'à 1,4 m. Le bâtiment est aménagé d'un total de huit accès, dont trois sont disposés sur la façade est, une sur la façade ouest, une sur la façade sud et enfin trois sur la façade nord. Bien qu'aucune structure de foyer n'ait été retrouvée, des éléments matériels, tels que des résidus cendreux, et des pierres carbonisées, suggèrent l'emplacement d'un âtre. Un bloc de pierre mesurant 2 × 1,5 m pour 16 cm d'épaisseur, a été mis en évidence dans la pièce VI. Cette pierre, découverte en position oblique, correspond très probablement à l'une des parties de la couverture de l'habitat.
La structure no 7 est aménagée d'au moins cinq pièces. Le bâtiment a fourni plusieurs artefacts de vaissellerie. Les fouilles entreprises durant la campagne de 1949-1950 au sein des vestiges du site no 7 de la ferme d'Abel, ont permis d'exhumer les restes osseux — plus précisément les os pariétal, occipital, sphénoïde,temporaux et maxillaire, ce dernier comportant encore six molaires — d'un nordique. Le défunt, un homme âgé de 20-25 ans dont les restes ont été retrouvés au niveau du seuil de l'entrée de l'habitation, n'a fait l'objet d'aucun rite d'inhumation. Compte tenu de la datation de ces ossements, les archéologues estiment que la présence de ce défunt à l'entrée du bâtiment, isolé et non enterré, souligne le phénomène de disparition des colons nordiques de Vatnahverfi vers la fin du XVe  début du  XVIe siècle,,. Les vestiges du bâtiment no 7 ont également délivré d'ossements fauniques, dont des fragments de sternum d'un phoque du Groenland et des phalanges de bovidé.
Les vestiges du bâtiment no 16 sont distants de 250 m selon un axe est-sud-est des ruines no 1. Les ruines sont protégées par une digue construite en tourbe. Les reconnaissances archéologiques menées en 2009 ont permis d'identifier une entrée aménagée sur l'une des façades,.

#### Ferme nordique d'Innoqqusuaq - siteØ 64

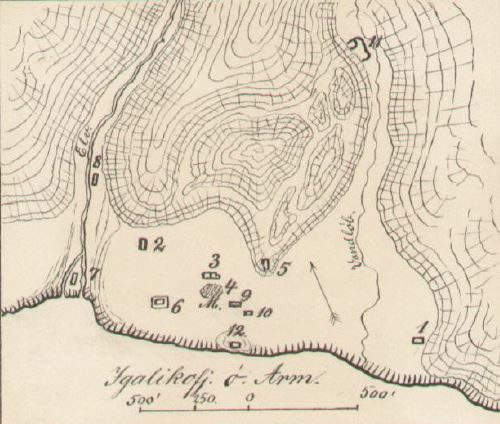
Plan des vestiges du site Ø 64 dressé par Daniel Bruun en 1894.

Le site Ø 64, localisé au lieu-dit d'Innoqquasaq, distant d'environ 13 km en axe sud-est d'Igaliku, a délivré les vestiges d'une ferme nordique de taille moyenne. L'ancienne ferme viking dispose d'un bâtiment d'habitation principal, de plusieurs structures consacrées à la production agricole mais également une église.
Les vestiges de l'église, aménagée d'une enceinte ciculaire, ont été mis en évidence en 1962, à proximité de l'Undir Høfdi. Le bâtiment religieux s'étend sur une longueur de 8,7 m pour une largeur de 7,2 m. Un aître, de forme circulaire, est attenant au bâtiment religieux. Le cimetière, qui comprend un total de cinq tombes, est entouré d'une digue,. L'ensemble du site archéologique repose sur un affleurement constitué de moraines et de gravier recouvrant un substratum rocheux. D'autres investigations, exécutées à la fin des années 2000, ont permis de mettre au jour d'autres sections de murs ainsi qu'une partie des soubassements de l'église et deux tombes collectives. Lors de cette campagne de fouilles, plusieurs dépôts organiques (humains et fauniques) et neuf artefacts ont été également mis en évidence,. Ces gisements, recueillis au sein d'amas coquillier situé en bordure de la façade d'une habitation, ont permis aux archéologues de collecter des indices sur la nature des ressources et des échanges économiques des fermiers nordiques. Enfin des travaux de prospections effectués en 2014, ont permis de repérer, au sein de la ruine no 12, une section de mur d'environ 100 cm et arasée à une hauteur de 60 cm. Ce pan de mur, construit au moyen de tourbe agglomérée à trois blocs massifs surmontés par des pierres de forme parallélépipédiques et de plus petite taille, appartiendrait probablement à la structure d'une pièce d'habitation.

#### Fermes de Tirmerliit - sitesØ 69etØ 68

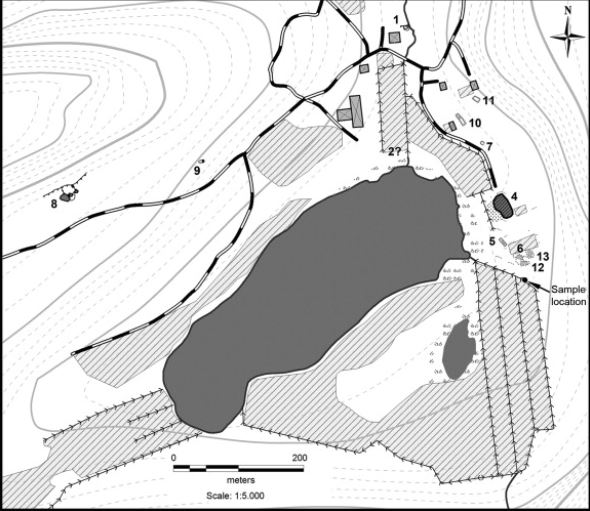
Plan de situation des ruines du site Ø 69.

Les sites Ø 69 et Ø 68, tous deux localisés au hameau de Timerliit, ont chacun révélé les ruines d'une ferme de taille moyenne. Douze vestiges ont été mis en évidence sur le premier, et onze ont été exhumés en 2008 sur le second,.
Les investigations archéologiques opérées en 2008 ont permis d'établir que cette ferme nordique Ø 69 était, au cours de son utilisation, consacrée à l'élevage d'ovins. Des fragments d'éléments architecturaux conçus en bois ont été mis en évidence sur le site. L'une des structures agraire devait probablement être aménagée d'une cloison interne.
Par ailleurs, des recherches archéobotaniques, entreprises dans la seconde moitié des années 2000 et début des années 2010, ont permis de découvrir une couche riche de gisements charbonneux. Cette couche de charbon, d'environ 45 cm est datée sur une période comprise entre 1262 et 1384. Pour les chercheurs, l'existence de ces dépôts de charbon indique que les exploitants nordiques de cette ferme auraient, au cours de cette période, probablement pratiqué une agriculture sur brûlis,. Les mêmes travaux conduits sur le site Ø 69 ont mis en évidence que les colons nordiques, afin de rendre les terres plus fertiles, auraient probablement utilisé un amendement agricole de la seconde moitié du XIIIe  jusque vers la fin du  XIVe siècle.

#### Ferme d'Hafgrímsfjörð- siteØ 78
Les ruines des bâtiments de la ferme trouvent leur emplacement sur le site archéologique Ø 78, localisé dans le village d'Eqaluit (anciennement désigné sous le nom d'Hafgrímsfjörð),. Cette ferme a très probablement été fondée par le chef viking mentionné sous le nom d'Hafgrim,. Les anciennes structures agricoles ont été découvertes dans les années 1890 par Daniel Bruun, puis excavées et fouillées dans les années 1960, 1970, et 1980,,,,,,.
Les vestiges d'un bâtiment, une dépendance, se présentent sous la forme d'un rectangle de 5 × 10 m. Les murs sont arasés à une hauteur de 2 m.
Le site comprend les vestiges d'une église (ruine no 2) consacrée à Saint Nicolas,,,,. L'église dédiée au saint de Myre est construite au moyen de blocs de pierre et de tourbe. Elle mesure 6,5 m de long sur 4,5 m de large. Ses murs possèdent une épaisseur de 50 cm. Elle est attenante à un aître de forme circulaire et mesurant 7,5 m de diamètre. L'église est entourée d'un parvis de 33 m de diamètre et recouvrant une superficie totale d'environ 115 m2,.

#### Vestiges de fermes autour du lac de Qorlortossup Tasia - sitesØ 73,Ø 74etØ 91

##### FermeØ 73
Les vestiges de l'établissement agricole Ø 73, situés au nord du lac de Qorlortossup Tasia, font l'objet reconnaissances et de fouilles systématiques en 1876. L'officier Gustav Holm et le géologue Knud Johannes Vogelius Steenstrup (en) conduisent les travaux,,. Plusieurs ruines sont alors inventoriées.
Le bâtiment IX, est une habitation longue 39 pieds et large de 19. Ces murs possèdent une épaisseur d'environ un mètre et sont arasés à une hauteur de trois pieds. La bâtisse est aménagée de plusieurs salles dont une recouvre une surface d'environ 4 × 2 pieds.
Le bâtiment I est une étable dont les structures sont arasées à une hauteur de 1,3 m. Le bâtiment II, un shieling dont le plan au sol présente une forme circulaire, est orienté vers l'est. Il est construit avec de la tourbe et des blocs de pierre et dispose d'une entrée aménagée sur son côté est. Ce bâtiment s'étend sur une longueur d'environ 11 m pour une largeur de 4,5 à 5 m et dispose de murs épais de 0,60 m.
Le bâtiment III, long de 15 pieds et large de 8, possède des murs épais d'environ un mètre. La structure XIII, érigée sur un promontoire, dispose d'un appareil fait de tourbe et de pierres. Le bâtiment mesure 12 pas de long sur 8 de large. Il est aménagé d'une cloison.
La structure XV, orientée vers le nord-ouest, s'étend sur une longueur d'environ 9 m et une largeur de 6 m. Ces murs sont arasés à environ 1,4 m de hauteur. Le bâtiment XVI, une longue structure à plan rectangulaire, mesure 14 × 4 m. Cette structure, probablement destinée à servir d'écurie, est aménagée de deux entrées. Sa façade sud-est est arasée à une hauteur de 1,3 m de sa face sud-est. Ses murs ont une épaisseur d'environ 1,3 m.

Vestiges du site archéologique Ø 73
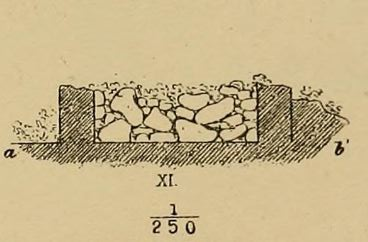
Coupe transversale de la ruine XI (site Ø 73).
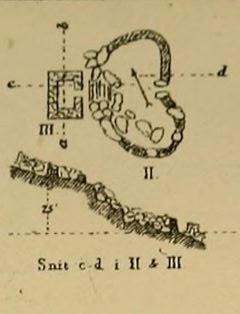
Plan au sol des vestiges II et III (site Ø 73).
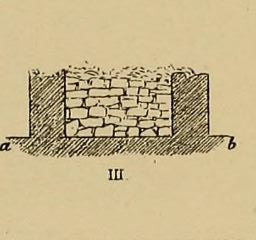
Coupe transversale du bâtiment III.
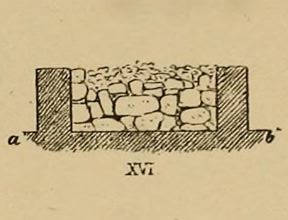
Coupe transversale de la ruine XVI (site Ø 73).

##### FermeØ 74

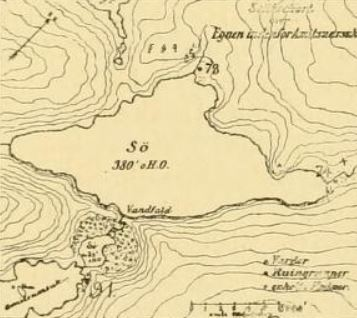
Plan topographique du lac Qorlortossup dressé par D. Bruun, avec les sites Ø 73 (en haut), Ø 74 (à droite) et Ø 91 (en bas).

Le site archéologique Ø 74, localisé à Qorlortorsuaq, près du lac Qorlortossup Tasia, dans la zone nord-est de son bassin, est distant de 11 km du fjord d'Amitsuarsuk en direction du nord et de 7 km du fjord d'Igaliku, selon un axe est. Les ruines de la ferme nordique ont fait l'objet de sondages systématiques dès la fin du XIXe et début du XXe siècle (en 1895 et 1904). Ces opérations ont été menées sous la conduite de Daniel Bruun. Les vestiges de la ferme ont été à nouveau excavés dans la seconde moitié des années 2000,,. Le site archéologique a fourni un total de six vestiges. Les excavations de 2006, pratiquées au moyen de plusieurs tranchées rectangulaires et carrées, ont permis de mettre en évidence des sections de murs non inventoriées, mais également un amas coquillier.
Le dépôt coquillier, distant de 10 à 15 m du groupe de ruines, contient un total de 7 289 fragments d'os de nature faunique, dont des restes d'animaux domestiques (chiens, capridés, bovidés), de mammifères marins (phocidés, morses, baleines, bélugas), de rennes et de taxons aviaires marins — guillemots, ou, plus spécifiquement, des urias. Plusieurs de ces ossements ont été retrouvés à l'état carbonisé. Ce gisement d'écofacts, étroitement associé aux bâtiments agricoles, indique, après analyses taphonomiques et zooarchéologiques, que le site a fait l'objet de six à sept phases d'occupation. L'établissement agricole nordique a, quant à lui, connu deux périodes d'occupation distinctes : une phase dite ancienne et une phase dite tardive.
Le bâtiment le plus vaste, la structure numéro 2, est orienté selon un axe est/ouest. Cette structure a fait l'objet de deux phases de construction : la première durant l'époque d'occupation norroise dite ancienne et la seconde pendant la phase d'occupation norroise dite tardive. L'ensemble est construit au moyen de blocs de pierre liés par de la tourbe et ses murs sont arasés à une hauteur allant de 0,60 à 0,80 m selon les endroits. Ce bâtiment, dont les murs ont été fortement érodés, dispose d'un total de six pièces dont deux pièces principales. La première salle, construite à l'époque tardive, est une pièce destinée au stockage. Elle recouvre une surface d'environ 12 m2. Une embrasure, aménagée sur son côté sud, a été bouchée par des éléments de cloison éboulés. La seconde salle est dévolue aux préparations alimentaires. Elle présente un plan au sol de forme carrée mesurant 3,5 m de côté. Un foyer de forme ovale est disposé au centre de la cuisine. La troisième pièce, disposée dans la partie est du bâtiment, est une structure possiblement destinée à servir de chambre ou de dortoir. Elle présente un plan au sol rectangulaire de 5 × 2,5 m. La quatrième pièce, un espace réservé aux activités artisanales, présente un plan au sol de forme rectangulaire et dispose une surface interne de 2 m de long sur un mètre de large. Le sol d'origine, recouvert par d'épaisses couches sédimentaires, révèle, par endroits, une strate constituée de résidus charbonneux. Cette salle est aménagée d'un foyer, mesurant un mètre de côté. La pièce a délivré un mobilier principalement composé de pesons et de poids. La cinquième pièce, une réserve, présente un plan au sol carré mesurant deux mètres de côté. Cette salle d'entreposage est disposée dans la partie sud-est du complexe. Elle est contigüe aux première et seconde pièces. Les archéologues, lors des fouilles de 2006, n'ont pas détecté et/ou identifié d'accès extérieur. Toutefois, un sondage, opéré dans une section de la façade orientale, a permis de mettre en évidence l'existence d'un passage, un couloir, entre les deux pièces principales.
Le bâtiment III est une dépendance orientée selon un axe est/ouest. Il s'étend sur une longueur de 18 m pour une largeur de 8 m. Il comporte une seule pièce. Le vestige IV, également orienté selon un axe est/ouest, est disposé à quelques mètres d'une rivière. Ce bâtiment, aux structures fortement dégradées et se présentant sous la forme d'un petit monticule de pierres recouvert d'herbacées, mesure 25 × 15 m. En raison de la forte dégradation du bâtiment, les archéologues n'ont pas pu identifier une quelconque structure de salle.

##### FermeØ 91

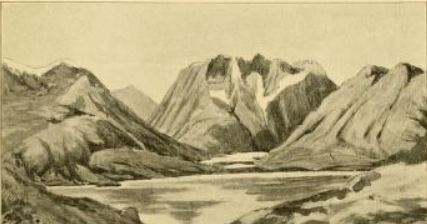
Vue du lac Qorlortorssup Tasia depuis le côté sud.

Le site Ø 91 trouve son emplacement entre le lac Qorlortossup Tasia, au nord, et le fjord d'Amitsuarsuk, au sud,,. Le groupe de ruines Ø 91 commence à être fouillé vers la fin du XIXe siècle par Frode Pedersen puis par Daniel Bruun,. Les deux archéologues estiment que les vestiges du site Ø 91 correspondent à Foss, la propriété de la couronne norvégienne mentionnée et décrite par le clerc Ívar Bárðarson au cours du XIVe siècle,. Néanmoins, cette hypothèse est écartée dans les années par Robert Bergensen qui place la possession norvégienne sur le site Ø 90, un groupe de vestiges localisé au nord de la tête du fjord de Sioralik et incluant probablement la ruine d'une église,. Le site Ø 91, à nouveau fouillé au milieu des années 2000, a délivré un total de dix-sept vestiges.
Le premier vestige est un enclos fossoyé à plan rectangulaire et qui recouvre une surface de 26 m2. Les murs de la structure, épais de 0,5 m, sont arasés à une hauteur de 30 cm. Le second vestige est une annexe de petite taille mesurant 2,2 m de long sur 1,6 m de large à l'intérieur de ses murs. Cette dépendance est appareillée de pierres plates liées par de la tourbe. La troisième ruine est celle d'un entrepôt mesurant 6 m de long pour 3 m de large. Ses murs, arasés à 0,4 m de hauteur, présentent une épaisseur d'un mètre. Le quatrième vestige est une habitation longue de 20 m et large de 10 m. La maison a été mise en évidence enfouie sous 1,5 m de terre. Ses murs, d'1 m d'épaisseur, sont arasés à 60 cm de hauteur. Les ruines répertoriées aux numéros d'inventaire 8, 9, 10, 12 et 16 sont des vestiges d'entrepôts ayant pour dimensions respectives : 6,5 × 3,8 m ; 8 × 4,1 m ; 8 × 4 m ; 7,6 × 3,4 m ; et 3,5 × 3 m. Le onzième vestige est un enclos fossoyé de forme circulaire. Il s'étend sur 28 m2. Ses murs s'élèvent à une hauteur d'un mètre et présentent une épaisseur également équivalente à un mètre.

#### Ferme de Sioralik - siteØ 90

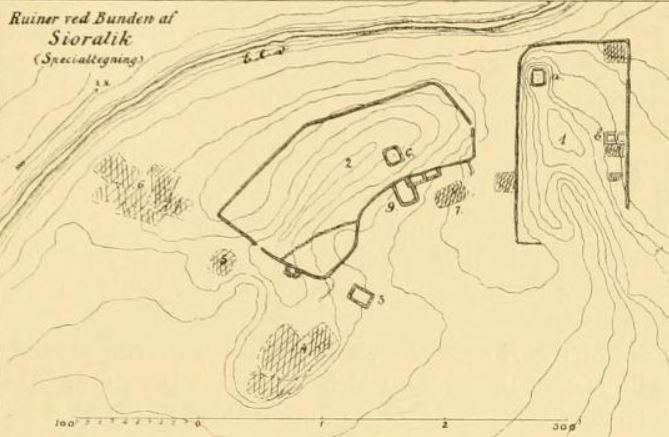
Plan au sol des vestiges de Sioralik.

Les excavations et fouilles opérées sur le groupe de ruines Ø 90, qui trouve son emplacement à l'extrémité nord-ouest du fjord de Sioralik, ont permis de révéler un total de douze vestiges, dont un correspond très probablement aux restes d'une église,. Les premiers travaux de prospections et de sondages du site sont exécutés dans la seconde moitié du XIXe siècle,.
Le premier vestige (ruine no 1) est un vaste complexe qui s'étend sur une surface de 85 m2. Le bâtiment est aménagé de pièces de logement contigües à une écurie. Il dispose d'un appareil de 100 à 120 cm d'épaisseur et arasé à une hauteur comprise entre 100 et 120 cm.
La seconde ruine est celle d'un enclos de forme ovale,. Cet ancien enclos viking se déploie sur une surface de 19 m2. Ces murs s'élèvent à une hauteur allant 1,2 à 1,5 m et sont épais de 90 à 100 cm.
La stratigraphie du sixième vestige a été fortemement perturbée. L'excavation de la structure a permis de mettre en évidence des murs épais de 160 cm et arasés à 1,3 m de hauteur.
Les vestiges no 5, no 7, no 8, no 10, no 10, no 11 et no 12 sont des structures destinées à l'entreposage et au stockage. Ils ont pour dimensions respectives : 9 × 3 m, 3,5 × 3,2 m, 22 × 12 m, 10 × 4,5 m, 8,5 × 5 m et 12 × 3,5 cm. La neuvième ruine est une maison, mise en évidence sous 2 m de terre, d'herbes et de gravier et entourée d'une parcelle de 500 m2.

#### Autres vestiges vikings
Les fouilles conduites sur le site Ø 65, établi au lieu-dit d'Atikerleq, ont permis de mettre en évidence douze vestiges d'un établissement agricole de taille moyenne.
Le site Ø 67, au lieu connu sous le nom de Qorlortukasik ou Quorlortukasik, un petit établissement agricole nordique, comportant sept vestiges, a été mis au jour,. Les fouilles du site ont également permis de retrouver un gisement d'artefacts inséré au sein d'un amas coquillier.
Le site Ø 70, appelé « The Mountain Farm » a été excavé et fouillé par Christen Vebaek en 1950. Le site a délivré un établissement agricole de petite taille et disposé à environ 200 m au-dessus du niveau de la mer. Les ruines de cette ferme, qui, à l'origine, devait probablement se présenter sous la forme d'un shieling, ont révélé des vestiges d'habitations attenants à une structure de cairn.
 Le site Ø 71, localisé à proximité des lacs de Saqqataa Tasia et de Saqaa, une petite ferme, comprenant un total de neuf vestiges, a été mise au jour,. Des fragments de tonneaux comportant des traces de skyr, retrouvés dans des pièces de bâtiments construits sur le site Ø 71, indiquent que ces salles étaient probablement destinées à servir de cellier ou d'entrepôt de marchandises,. Le site Ø 71 Nord, excavé en 1949 et situé sur les rives du lac de Saqqaata Tasia, a révélé une quinzaine de ruines d'un établissement agricole de taille moyenne. Également localisé en bordure de Saqqaata Tasia, le site Ø 71S a délivré sept vestiges d'une structure agricole de petite taille,. Les sept bâtiments de la ferme sud de Saqqataa Tasia (site Ø 71S), construits le long de la rivière Russip Kuua, se présentent sous la forme d'habitations. La première structure, une maison, se déploie sur une longueur de 15 m pour une largeur de 8 m. Le bâtiment no 3, distant d'environ 8,5 m de l'habitat, s'étend sur une longueur de 15,5 m. Il dispose de trois salles dont une grange contigüe à une écurie. Le côté est du bâtiment mesure 7,5 m et sa face ouest s'étend sur 4,5 m. L'ensemble de cette structure dispose d'un appareillage de pierres associées à de la tourbe. Le bâtiment dispose de deux accès aménagés sur la face nord. Le sol de la grange, de 7 × 2,25 m de surface, est formé de roches brutes. La structure no 4 consiste en un bâtiment rectangulaire de 8,8 m de long sur 3,3 m de large ne disposant d'aucune entrée. La destination de cette structure n'a pas été identifiée.
Le site Ø 75, qui trouve son emplacement au lieu-dit de Taseq Ammalortoq a délivré les vestiges d'une ferme dont la taille est relativement importante. Une habitation est attenante aux bâtiments agricoles. Les investigations conduites sur le site ont permis de révéler les fondations et les murs arasés de la maison viking.
Le site Ø 76C, localisé au hameau de Qeqertarooq, a fourni trois vestiges de bâtiments annexes. Le site Ø 76a, au lieu-dit de Tasersuaq (it), a fourni cinq vestiges. Les ruines ont été identifiées comme étant celles de bâtiments annexes et de dépendances. Le site Ø 76, localisé au hameau de Qanisartuur (it), a révélé vingt-un vestiges d'une grande ferme. Les investigations menées sur les lieux ont également permis de mettre en évidence une sépulture disposant d'une enceinte circulaire en pierre,. Le site Ø 76b, qui se trouve également à Qanisartuut, a fourni deux vestiges de bâtiments annexes.

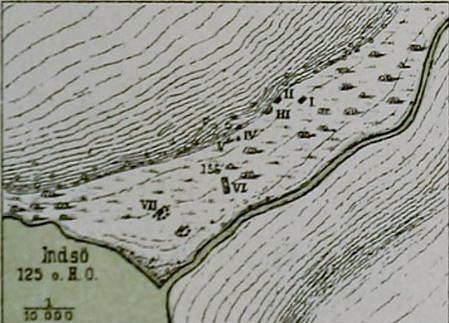
Plan de situation des vestiges de la ferme Ø 77 dressés par Gustav Holm.

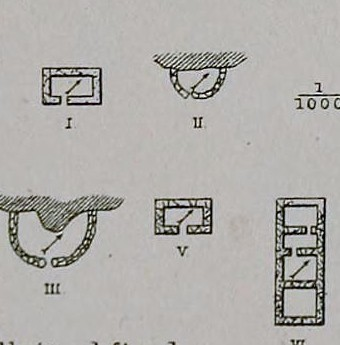
Plans au sol des vestiges de la ferme Ø 77.

Le site Ø 77, localisé à proximité du lac Qallimiut, a délivré les ruines d'un établissement agricole de taille moyenne,,. Les vestiges de la ferme ont été excavés en 1880 sous la conduite de Gustav Holm,. La ruine no 6 est une habitation à plan rectangulaire comportant plusieurs pièces contigües les unes aux autres.
Le groupe de ruines Ø 90, qui trouve son emplacement à l'extrémité nord du fjord de Sioralik, a révélé le vestige d'un enclos de forme ovale.
Le site répertorié Ø 169, au lieu-dit d'Amikitap Tasia, a fourni quatre ruines d'un établissement agricole de type Shieling,. L'établissement nordique d'Amikitap Tasia comporte deux bâtiments consacrés au fermage et un lieu d'habitation.
Le site Ø 171, qui trouve son emplacement au lieu-dit de Tasilikulooq, a délivré quinze vestiges d'une ferme de taille moyenne.
Le site Ø 172, au lieu-dit de Tatsip Ataa Killeq, a livré vingt-deux vestiges d'un grand établissement agricole. Les ruines ont été mises au jour en 2007, puis prospectées et excavées en 2009 et 2010,,. La majorité des vestiges sont établis le long d'une crique qui se découpe dans la partie orientale du fjord d'Igaliku ; les autres ruines s'inscrivant au cœur d'une vallée, contigüe à la petite baie et orientée selon un axe sud-ouest/nord-est,. Quelques-uns de ces vestiges, tels que la ruine no 4 comportent un amas coquillier,. Le bâtiment no 2 est une habitation se développant sur une longueur de 16 m et une largeur de 13 m. Une dépendance, peut-être une écurie est attenante à la maison. Cette structure, qui mesure 16 × 7 m, est construite en tourbe amalgamée à des blocs de pierre. La structure no 11 est une écurie, voire un enclos de forme carrée mesurant 6 m de côté. Les murs de la structure sont appareillés au moyen de gros blocs de pierre de 60 cm de large sur 10 à 15 cm de haut, alternés à des pierres de plus petite taille. Le bâtiment no 20 se présente sous la forme d'une sorte de grange ou d'écurie faite en tourbe et en pierre et qui mesure 16 m de côté. Une structure (la ruine no 21), de 7 × 4 m, lui est associée. Les vestiges du bâtiment no 22 présentent un plan au sol de forme rectangulaire. Cette structure, construite en tourbe et en pierre, mesure 5 m de long sur 2,8 m de large. Ses murs, d'une épaisseur de 0,4 m, sont arasés à une hauteur de 30 cm. Pour les archéologues ayant prospecté cette ruine, le bâtiment no 22 pourrait être un entrepôt à marchandises,.
Le site Ø 178, qui trouve son emplacement à proximité d'une rivière alimentant le Petit lac de Kangerluluup (Little Kangerluluup Lake) a révélé les vestiges d'une grande ferme. Cet ancien établissement agricole dispose d'une grange, d'enclosures et d'un système d’irrigation. La présence de canalisations associées aux structures d'enclos indique que les fermiers nordiques de Kangerluluup ont pratiqué des activités agropastorales. La stratigraphie du site a révélé que la ferme Ø 178 a connu, durant la période nordique, deux phases d'occupation et d'utilisation intensives : la première est comprise entre 1000 et 1100, la deuxième entre 1250 et 1350.
Le site Ø 210, situé au lieu-dit de Tatsip Ataa Kangilleq, a délivré sept vestiges d'un établissement de type shieling. Le site inventorié no 5512, a révélé un vestige non identifié, possiblement celui d'un bâtiment annexe. Sur le site no 5513, la ruine d'un bâtiment isolé a été excavée. Le site répertorié sous le numéro d'inventaire no 5500, a délivré les ruines d'une petite ferme. Le site archéologique consiste en un total de huit vestiges qui ont été excavés en 2015.

### Vestiges inuits

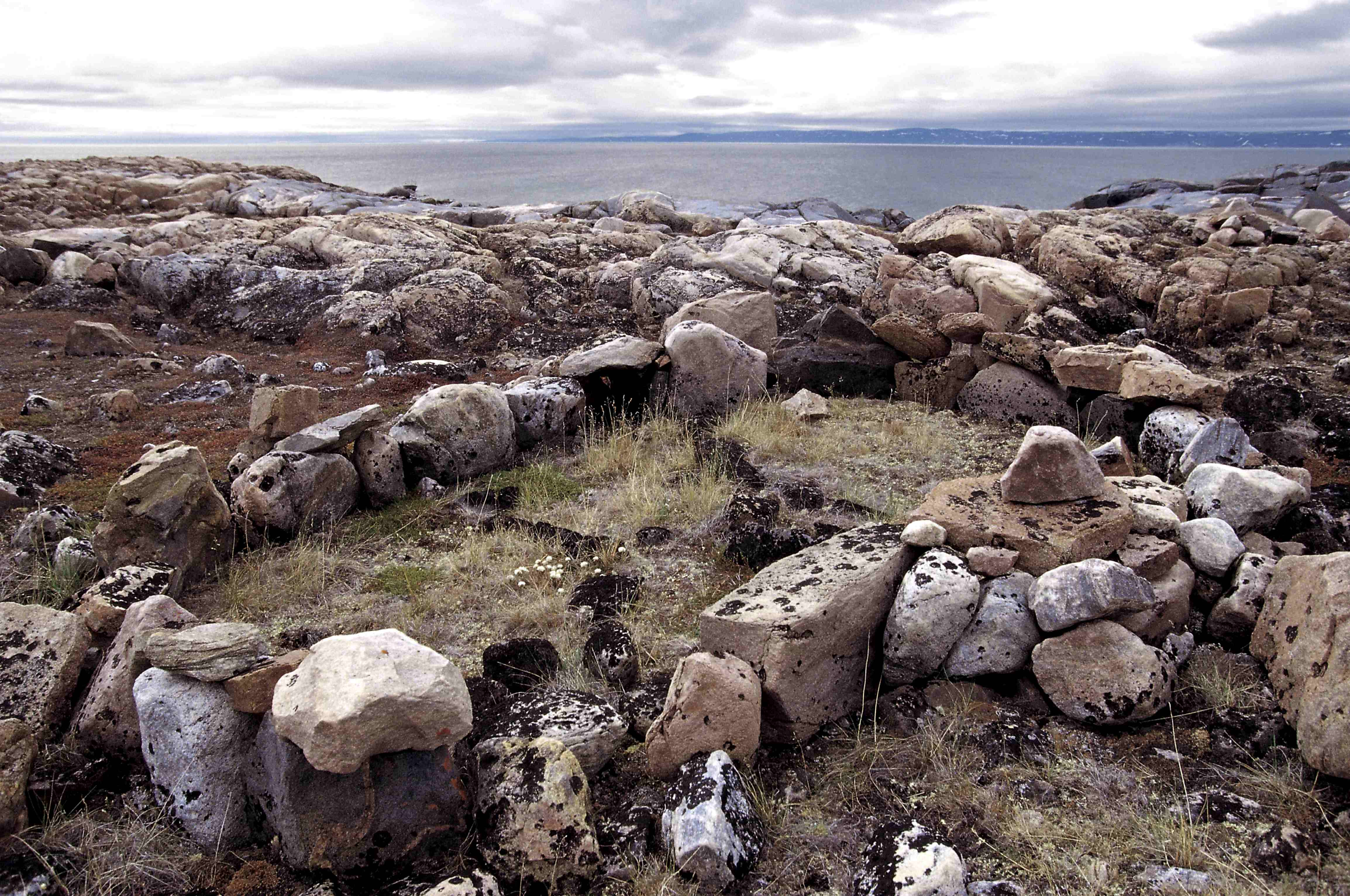
Un cercle de tente thuléen à plan rectangulaire comparable à celui retrouvé à Vatnahverfi.

Un site archéologique, inventorié no 5514, au lieu-dit de Tatsip Ataa Killeq, a délivré les vestiges d'un établissement inuit. Il comporte une tombe, associé à un piège à renard et un élément de structure d'habitat, probablement une pièce de l'armature d'une hutte.
Sur la rive orientale du fjord d'Igaliku, dans la partie nord de la péninsule de Vatnahverfi, un cercle de tente, présentant un plan rectangulaire de 7 m de long sur 4 m a été mis en évidence à la fin des années 2000,. Cette structure, identifiée comme étant très probablement d'époque thuléenne, est construite au moyen de pierre affectée d'une forme arrondie. La structure comporte un foyer aménagé dans partie nord-ouest.
Le site Ø 91, au sud du lac Qorlortossup Tasia, a délivré une sépulture thuléenne. La tombe s'étend sur une longueur de 3 m pour une largeur de 2 m. Le même site a révélé les vestiges d'un cercle de tente mesurant 8,5 m de diamètre.

### Cairns
Plusieurs cairns ont été inventoriés dans la partie centre-nord-ouest de la péninsule de Vatnahverfi.
Le premier, localisé au sud de lac d'Amikitap Tasia, s'est entièrement effondré. Il a été édifié au moyen de blocs de pierres mesurant entre 0,3 à 0,4 m de long. Sur le site no 808, également établi sur les rives méridionales du lac d'Amikitap Tasia. Il présente un plan au sol rectangulaire de 80 cm de long sur 50 cm de large. Ce cairn, dont la datation n'a pas été déterminée, a probablement été édifié au voisinage d'une autre structure plus ancienne du même type.

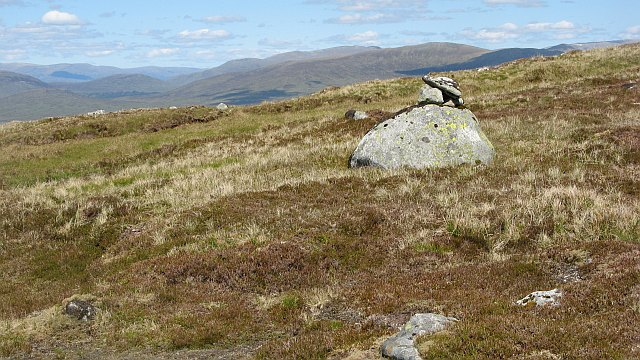
Cairn comparable à celui retrouvé sur le site no 0814.

À mi-chemin entre les vestiges de la ferme Ø 67 et ceux de l'établissement agricole Ø 69, sur le site no 0814, une construction mégalithique, demeurée intacte, a été découverte. L'amas de pierres, dont la structure est relativement simple, est constitué de quatre blocs, le tout reposant sur une roche affleurante massive. Trois de ces blocs, dressés à la verticale, forment la base et mesurent 50 × 30 × 25 cm. Ils sont surmontés par le quatrième bloc, plus massif, et qui mesure 75 × 60 × 45 cm. Compte tenu de la taille des blocs de pierre et des formations de lichens recouvrant leurs surfaces, cet amas artificiel aurait probablement été érigé à l'époque nordique. Dans la même zone, sur les sites no 0815 et no 0816, deux cairns, éboulés, ont été retrouvés associés à des pièges à renard. Le premier, construit avec des pierres de 60 × 45 × 12 cm, s'étend sur une surface de 1,20 m de long sur un mètre de large. Le second, édifié au moyen de blocs mesurant 55 × 30 × 18 cm, se déploie sur une aire de 1,5 m de long pour un mètre de large.
Le long du lac de Zucerip Tasia, se trouvant à proximité de la rivière alimentant cette étendue d'eau, un cairn détruit, de petite taille a été répertorié. Les vestiges de cairn s'étendent sur 0,75 m de large pour un mètre de long. La partie supérieure de la structure mégalithique a été construite avec des pierres mesurant 45 × 25 × 15 cm. Non loin, en direction du sud-est une autre structure mégalithique, en partie détruite et de petite taille, présente un plan au sol de forme ovale et mesurant environ un mètre de long. Il est formé de blocs de forme oblongue mesurant 0,35 × 0,2 m pour une épaisseur de 13 cm. En aval d'une chute d'eau, le long d'un ruisseau qui alimente le lac de Zucerip Tasia, sur le site répertorié no 0813, un cairn, partiellement éboulé, a été identifié. L'amas artificiel de pierre présente une base de 1,1 m de côté. Cet amas de pierre a été érigé avec des blocs mesurant 75 × 40 cm sur 10 cm pour les plus massifs. L'une de ses pierres, retrouvée en position horizontale lors de la découverte du cairn, devait probablement être, à l'origine, dressé en posture verticale.

## Artefacts

### Objets runiques
Plusieurs objets présentant des inscriptions runiques ont été retrouvées à Vatnahverfi. La plupart de ces artefacts ont été mis en évidence lors d'excavations réalisées en 1949 et 1950 sur les sites archéologiques Ø 70, Ø 71 et Ø 167.
Dans la salle III des vestiges de la ferme Ø 70, lors de fouilles opérées en 1950, les archéologues ont recueilli une pierre runique (numéro d'inventaire 169) fabriquée en stéatite mesurant 3,5 × 2,2 cm pour une épaisseur de 9 mm. Les caractères formant l'inscription, partiellement effacée, s'étendent sur une hauteur de 2 cm. Le premier caractère peut être retranscrit par la lettre « ku ». L'ensemble du terme runique, après identification, peut se transcrire sous les formes k[.]ua[.]ra(t)i, ou k[.]ua[.]ra(t)æ, mais plus probablement sous celle de k[.]ua[.]ra(d)i,,. Une seconde pièce runique conçue en stéatite, de 8,3 × 6,1 cm pour 3,5 cm d'épaisseur, a été également mis en évidence au sein des ruines de la ferme Ø 70. L'inscription gravée sur cet artefact peut être translittérée par le terme « ki »,.
Au lieu-dit de Russip Kuua, sur le site Ø 71, un artefact runique confectionné dans de l'os de baleine et répertorié sous le numéro d'inventaire no 225. La pièce, qui se présente sous la forme d'une poignée — possiblement celle d'une arme — mesure 18 × 4,5 cm pour 1,8 cm d'épaisseur,. L'objet porte une inscription composée d'un nom et d'un terme renvoyant à la notion de possession : « Gunnarr á », signifiant « possessions de Gunnarr » ou « à Gunarr »,,. Des analyses typographiques ont montré que les lettres « g » et « u », dans le terme « Gunnarr », sont ligaturées,,,.

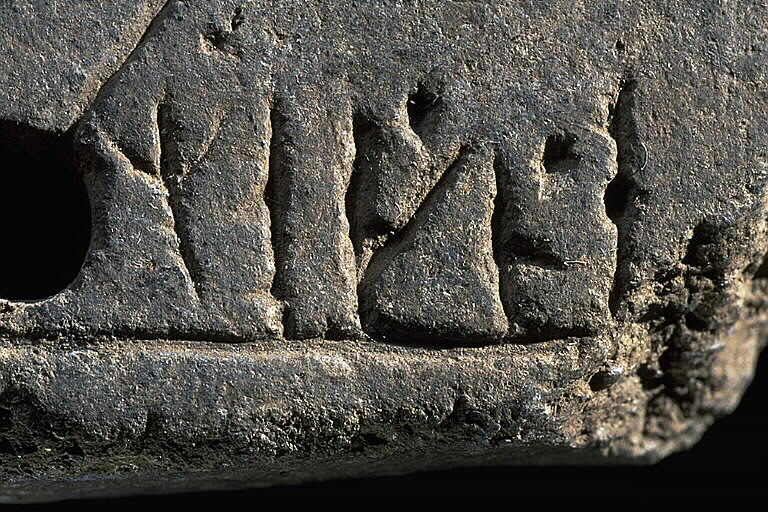
Pierre gravée de runes signifiant le terme Magne. Pièce retrouvée à Vatnahverfi.

Les fouilles conduites sur le site Ø 71 ont également permis de retrouver une inscription gravée sur un fragment de tablette faite en stéatite. La pièce, répertoriée sous l'inventaire no 269, mesure 8,0 × 7,3 cm pour 1,7 cm d'épaisseur. Elle présente, à environ 12 mm d'écart des caractères, des motifs incisés et exécutés au moyen d'un outil probablement différent de celui qui a été utilisé pour graver l'inscription. La surface de l'objet a été probablement percée de cinq trous : l'un est situé en son centre, les quatre autres sont disposés à chacune de ses extrémités. Les caractères runiques ont été translittérés par le terme magne, mot décliné sous la forme Magni,,. Pour la runologue danoise Marie Stoklund, le terme Magni renvoie probablement au nom d'un homme nordique.
Les vestiges de la ferme Ø 167 ont délivré plusieurs objets portant des inscriptions runiques. Le premier, mis au jour dans la salle III du bâtiment I, se présente sous la forme d'un fragment fusaïole conçue en stéatite. La pièce mesure environ 2,5 cm de haut pour 3,1 cm de diamètre. L'inscription, après translittération, apparaît sous la forme de « rþe sikri »,. Ces caractères peuvent être traduits, en vieux norrois, par les termes « [ge]rði(?) Sigrí[ðr](?) » ou « [ge]rði (?) Sigrí[ðu](?) » et signifiant probablement les « fait Sigridr »,,. La seconde pièce runique, mise en évidence dans la salle IV du bâtiment I, est un morceau de fémur de bovidé de 8,7 cm de long pour 3,1 cm de large. Les caractères runiques, finement gravés, mesure 1,2 cm de hauteur. Le texte de l'inscription se translittère par le terme bæn, mot qui donne en vieux norrois bein (décliné en bain), et se traduisant par « os »,,. La troisième pièce runique se présente sous la forme d'un frgament de peson confectionné en stéatite. L'artefact, qui porte une inscription en fuþąrk récent, mesure 10,8 × 9,6 × 3,6 cm. Le texte de l'inscription peut être translittéré ainsi : « g*i »,. Le quatrième artefact runique de la ferme Ø 167, un fragment de peson également fabriqué en stéatite, a été retrouvé en 1949. L'objet, dont les dimensions sont 11 × 8,5 × 3,0 cm, porte une inscription qui peut être translittérée ainsi : « ?(?)+/t=ki+ »,. Enfin, un 5e objet runique, un morceau de peson en stéatite mesurant 10 × 7 × 4 cm, porte des caractères en fuþąrk récent pouvant être translittérés sous la forme de « §A iø/øi §B {E} ».
En 1986, un quatrième site, le site Ø 171, près du lac de Taserssuak, a délivré un fragment de poignée d'épée fabriquée en bois mesurant 6,5 × 1,5 × 0,6 cm et portant l'inscription runique suivante : « ᛉᛆᚱᛁᛆ ᛌᛆᛐᛁᛐᛚ »,. Le premier terme a été retranscrit et translittéré par le nom Maria,,,. Le second terme, plus difficile à identifier, pourrait être translittéré par le terme danois skrænt ou le terme scandinave sten,.
Enfin, lors d'une campagne de fouilles conduite à Vatnahverfi en 2008, les ruines d'un bâtiment du site Ø 64 ont délivré un fragment de pierre conçue en stéatite et portant des caractères runiques sur l'une de ces faces. Cette inscription n'a pas été identifiée.

### Autres artefacts
Une tête de harpon de culture dorsétienne d'environ 3 cm de large et dont le type de conception est attribuée aux XIe – XIIe siècle, a été retrouvée au sein d'un amas coquillier nordique situé dans la partie méridionale de Vatnahverfi,.
Les ruines des bâtiments agricoles des sites Ø 167, Ø 70, Ø 71 Nord et Ø 71 Sud, ont également délivré des fragments de vaisselle fabriquée en bronze, d'autres faites de céramiques (poteries dont le matériau de fabrication est la stéatite), des artefacts à usage domestique confectionnés en fer et une pièce de poterie rhénane, le tout issu d'importations. Compte tenu de leur datation, la présence de ces mobiliers d'importation au sein du site Ø 167 met en évidence des contacts entre les nordiques de Vatnahverfi et les Européens continentaux durant le XVe siècle,. Parmi les objets de vaissellerie fabriqués en stéatite, une pièce présente, sur son bord, des décorations sous la forme de chiffres romains. Une autre pièce, également décorée et mesurant 10 cm de largeur, est affecté de deux perforations. Au sein du seul site Ø 167, 377 artefacts confectionnés en stéatite  — dont 372 identifiés — ont été recueillis,. Ce gisement est notamment composé d'un fragment de plaque décorée d'un Christ crucifié,. La surface de la pièce présente également des motifs composés de lignes entrecroisées et disposés à droite de la représentation du Christ en croix. L'objet, d'une longueur de 6,7 cm, est perforé sur l'un de ses coins,. La présence de ce trou est probablement destinée à ce que l'objet puisse être maintenu. Les fouilles réalisées sur le site Ø 167 ont permis de mettre en évidence un autre objet au décor similaire. La seconde pièce, qui comporte deux trous, est décorée d'un Christ en croix et d'un portrait de saint Jean,.

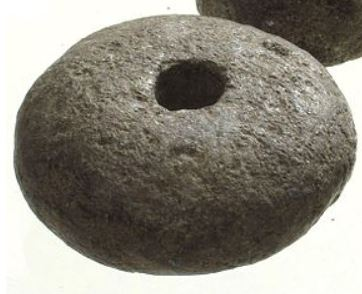
Fusaïole comparable à celles retrouvées sur le site Ø 169.

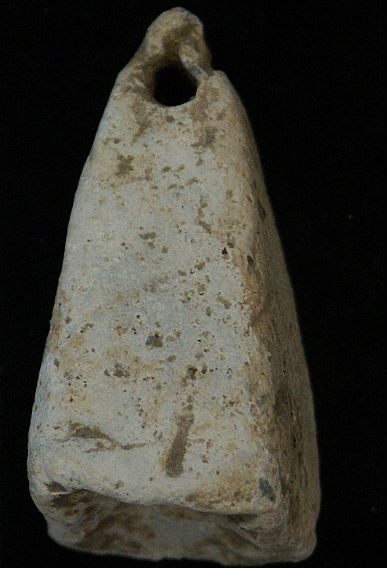
Poids comparable à l'un de ceux découverts sur le site Ø 169.

Les opérations d'excavations réalisées à la fin des années 2000 sur les vestiges du site Ø 169, au lieu-dit de Tatsip Ataa, ont permis de recueillir un total de 5 043 artefacts et écofacts, pour la plupart sous forme fragmentée. La majeure partie de ces gisements mis en évidence ont été retrouvés incorporés à des amas coquilliers. L'instrumentum confectionné en bois, relativement bien conservé, est composé de quenouilles, de fuseaux, d'éléments de rouet, de rivets et divers ustensiles domestiques. Le mobilier conçu en stéatite inclut de la vaissellerie, des fusaïoles, des poids, et des pièces décorées de fines lignes incisées. D'autres objets fabriqués en pierre, dont des pierres à aiguiser, complètent l'instrumentum en stéatite. Les matériaux utilisés pour la conception de ces artefacts sont essentiellement le schiste, la chaille et le grès. L'instrumentum métallique comprend essentiellement des maillons de chaîne, des poids, des clous et des rivets. Le mobilier fabriqué en verre, moins bien documenté, est notamment composé de perles provenant d'objet d'apparat. De nombreux artefacts conçus dans de la défense de morse ont été collectés durant la campagne d'excavation de 2010. Cet ensemble inclut une pièce de jeu de dames ou d'échiquier sculptée, un dé, une plaque architecturale ornée de motifs entrelacés, et un objet « symbolique » dont le décor, réalisé par incision, représente un phocidé. L'objet gravé d'un mammifère marin, pièce identifiée comme étant une partie d'un outil agricole (un élément de semoir), conçue dans de la défense mesure environ 7,5 cm de long.
Enfin, des artefacts provenant de véhicules terrestres, comprenant des éléments d'attelage, telles que des brides, des fragments de collier, des pièces de charrue, ou encore des étriers ; mais également des pièces de transport maritime, incluant des fragments de coques de navires, d'instrument de navigation, ont été mis en évidence sur les sites Ø 66, Ø 64, Ø 65, Ø 67, Ø 68, Ø 69, Ø 71, Ø 73, Ø 75. L'analyse et l'identification de ces pièces matérielles ont permis de mettre en évidence que les nordiques de Vatnahverfi ont utilisé des techniques de transport à caractère saisonnier, ces déplacements se révélant généralement hivernaux et plutôt lents, sont opérés au moyen de traineaux et d'embarcations qui disposent de bordages cousus et aménagées d'un logis. En outre, les colons nordiques, reprenant les traditions et les modes de transport scandinaves, ont adapté ces techniques, par le biais des matériaux présents sur le territoire, utilisant des ossements et des bois de rennes, plutôt que du bois dur.

## Assemblages faunique et palynologique

### Assemblage faunique
Les fouilles conduites à Vatnahverfi ont permis de recueillir de nombreux restes osseux appartenant à différents taxons fauniques,.

#### Tableau d'assemblage faunique de mammifères domestiqués
| Taxon identifié                  | NSIP du site Ø 64a | NSIP du site Ø 64c | NSIP du site Ø 66 | NSIP du site Ø 68 | NSIP du site Ø 71N | NSIP du site Ø 71S | NSIP du site Ø 74 | NSIP du site Ø 78a | NSIP du site Ø 167 | Illustration                                                                                                 |
| -------------------------------- | ------------------ | ------------------ | ----------------- | ----------------- | ------------------ | ------------------ | ----------------- | ------------------ | ------------------ | --- |
| Bos taurus (bovins)              | 30                 | 24                 | 9                 | 3                 | 126                | 564                | 34                | 8                  | 321                | Photographie en noir et blanc de bovidés et de fermiers au sein de pâturages entourés de reliefs montagneux. |
| Equus caballus (chevaux)         | 0                  | 4                  | 0                 | 0                 | 3                  | 4                  | 0                 | 0                  | 4                  | Photographie en couleurs d'un crâne d'équidé.                                                                |
| Canis lupus familiaris (chien)   | 0                  | 2                  | 2                 | 0                 | 0                  | 3                  | 0                 | 0                  | 0                  | Photographie en couleurs d'un chien.                                                                         |
| Sus scrofa (sanglier d'eurasie)  | 0                  | 0                  | 0                 | 0                 | 0                  | 0                  | 0                 | 0                  | 5                  | Photographie en couleurs d'un sanglier.                                                                      |
| Capra hircus (chêvre domestique) | 1                  | 0                  | 0                 | 0                 | 18                 | 76                 | 0                 | 0                  | 0                  | Photographie en couleurs d'un squellette de chêvre.                                                          |
| Ovis aries (mouton)              | 3                  | 3                  | 0                 | 0                 | 24                 | 148                | 6                 | 0                  | 0                  | Photographie en couleurs d'un troupeau de moutons.                                                           |
| Ovins et caprins divers          | 16                 | 9                  | 11                | 3                 | 263                | 1942               | 201               | 5                  | 545                | Photographie en couleurs d'un squelette de chêvre.                                                           |
| Rangifer tarandus (renne)        | 6                  | 5                  | 0                 | 0                 | 2                  | 82                 | 7                 | 1                  | 24                 | Photographie en couleurs d'un renne.                                                                         |
| Fragments de bois de cervidé     | 0                  | 1                  | 0                 | 0                 | 10                 | 12                 | 0                 | 0                  | 0                  | Photographie en couleurs de bois de cervidé                                                                  |

#### Assemblage faunique de mammifères terrestres non domestiqués
| Taxon identifié                  | NSIP du site Ø 64a | NSIP du site Ø 64c | NSIP du site Ø 66 | NSIP du site Ø 68 | NSIP du site Ø 71N | NSIP du site Ø 71S | NSIP du site Ø 74 | NSIP du site Ø 78a | NSIP du site Ø 167 | Illustration                                          |
| -------------------------------- | ------------------ | ------------------ | ----------------- | ----------------- | ------------------ | ------------------ | ----------------- | ------------------ | ------------------ | ----------------------------------------------------- |
| Ursus maritimus (ours blanc)     | 0                  | 1                  | 0                 | 0                 | 0                  | 0                  | 0                 | 0                  | 1                  | Photographie en couleurs d'un ours polaire.           |
| Lepus arcticus (lièvre arctique) | 0                  | 0                  | 0                 | 0                 | 0                  | 2                  | 0                 | 0                  | 2                  | Photographie en couleurs d'un lièvre au pelage blanc. |

#### Assemblage faunique de mammifères marins
| Taxon identifié                                  | NSIP du site Ø 64a | NSIP du site Ø 64c | NSIP du site Ø 66 | NSIP du site Ø 68 | NSIP du site Ø 71N | NSIP du site Ø 71S | NSIP du site Ø 74 | NSIP du site Ø 78a | NSIP du site Ø 167 | Illustration                                                               |
| ------------------------------------------------ | ------------------ | ------------------ | ----------------- | ----------------- | ------------------ | ------------------ | ----------------- | ------------------ | ------------------ | -------------------------------------------------------------------------- |
| Pagophilus groenlandicus (phoque du Groenland)   | 6                  | 11                 | 4                 | 3                 | 33                 | 193                | 10                | 7                  | 52                 | Photographie en couleurs d'un phoque.                                      |
| Phoca vitulina (phoque commun)                   | 0                  | 0                  | 1                 | 0                 | 5                  | 10                 | 2                 | 0                  | 4                  | Photographie en couleurs d'un phoque.                                      |
| Pusa hispida (phoque annelé)                     | 0                  | 1                  | 0                 | 0                 | 0                  | 1                  | 0                 | 0                  | 2                  | Photographie en couleurs d'un phoque.                                      |
| Cystophora cristata (phoque à capuchon)          | 16                 | 12                 | 0                 | 1                 | 10                 | 80                 | 2                 | 7                  | 22                 | Photographie en couleurs d'un phoque.                                      |
| Erignathus barbatus barabatus (phoque marin)     | 0                  | 0                  | 0                 | 0                 | 4                  | 7                  | 0                 | 0                  | 1                  | Photographie en couleurs d'un phoque.                                      |
| Erignathus barbatus nauticus                     | 25                 | 58                 | 20                | 31                | 329                | 1811               | 0                 | 28                 | 427                | Photographie en couleurs d'un phoque.                                      |
| Phocidae sp (phocidés)                           | 25                 | 58                 | 20                | 31                | 329                | 1811               | 182               | 28                 | 427                | Dessin en noir et blanc représentant deux phoques couchés sur la banquise. |
| Delphinapterus leucas (béluga)                   | 0                  | 0                  | 0                 | 0                 | 0                  | 0                  | 2                 | 0                  | 1                  | Photographie en couleurs de la geule d'un béluga jaillissant des eaux.     |
| Lagenorhynchus albirostris (dauphin à nez blanc) | 2                  | 0                  | 0                 | 2                 | 1                  | 4                  | 0                 | 1                  | 9                  | Photographie en couleurs d'un dauphin à museau blanc.                      |
| Odobenus rosmarus (morse)                        | 2                  | 3                  | 0                 | 0                 | 5                  | 1                  | 1                 | 0                  | 11                 | Photographie en couleurs d'un morse.                                       |
| Baleine                                          | 0                  | 0                  | 0                 | 0                 | 0                  | 0                  | 5                 | 0                  | 0                  | Photographie en couleurs d'une baleine.                                    |

#### Assemblage faunique des taxons aviaires
| Taxon identifié                                 | NSIP du site Ø 64a | NSIP du site Ø 64c | NSIP du site Ø 66 | NSIP du site Ø 68 | NSIP du site Ø 71N | NSIP du site Ø 71S | NSIP du site Ø 74 | NSIP du site Ø 78a | NSIP du site Ø 167 | Illustration                                 |
| ----------------------------------------------- | ------------------ | ------------------ | ----------------- | ----------------- | ------------------ | ------------------ | ----------------- | ------------------ | ------------------ | -------------------------------------------- |
| Uria lomvia (Guillemot de Brünnich)             | 0                  | 0                  | 1                 | 0                 | 0                  | 0                  | 0                 | 0                  | 0                  | Photographie en couleurs d'un oiseau de mer. |
| Variétés diverses d'Uriae (guillemots)          | 0                  | 0                  | 0                 | 0                 | 4                  | 425                | 2                 | 0                  | 6                  | Photographie en couleurs d'un oiseau de mer. |
| Lagopus muta (Lagopède alpin)                   | 0                  | 0                  | 0                 | 0                 | 0                  | 6                  | 0                 | 0                  | 5                  | Photographie en couleurs d'un oiseau de mer. |
| Alca torda (Petit Pingouin)                     | 0                  | 0                  | 0                 | 0                 | 0                  | 0                  | 0                 | 0                  | 5                  | Photographie en couleurs d'un oiseau de mer. |
| Somateria spectabilis (Eider à tête grise)      | 0                  | 0                  | 0                 | 0                 | 0                  | 2                  | 0                 | 0                  | 0                  | Photographie en couleurs d'un palmipède.     |
| Haliaeetus albicilla (Pygargue à queue blanche) | 0                  | 0                  | 0                 | 0                 | 0                  | 1                  | 0                 | 0                  | 1                  | Dessin en couleurs représentant des rapaces. |
| Espèces aviaires diverses                       | 0                  | 0                  | 0                 | 0                 | 0                  | 441                | 6                 | 0                  | 4                  |                                              |

### Assemblage faunique des taxons piscifères et malacoles
| Taxon identifié                | NSI du site Ø 64a | NSI du site Ø 64c | NSI du site Ø 66 | NSI du site Ø 68 | NSI du site Ø 71N | NSI du site Ø 71S | NSI du site Ø 78a | NSI du site Ø 167 | Illustration                                                |
| ------------------------------ | ----------------- | ----------------- | ---------------- | ---------------- | ----------------- | ----------------- | ----------------- | ----------------- | ----------------------------------------------------------- |
| Poissons                       | 0                 | 0                 | 0                | 0                | 0                 | 0                 | 0                 | 3                 | Photographie en noir et blanc d'un squelette de poisson.    |
| Mytilus edulis (moule commune) | 0                 | 0                 | 0                | 0                | 0                 | 0                 | 0                 | 2                 | Photographie en couleurs d'une moitié de coquille de moule. |

### Assemblage palynologique
Les recherches archéopalynologiques opérées sur les sites archéologiques entourant le lac Saqaa, le lac de Saqataa Tasia, et le « Vatnahverfi Lake » ont permis de dater leurs stratigraphies et leurs phases successives.
| Nom scientifique        | Nom vernaculaire        | Niveau stratigraphique (profondeur) au site du lac de Vatnahverfi | Datation par le 14C au site du lac de Vatnahverfi | Niveau stratigraphique (profondeur) au site du lac de Saqqaa | Datation par le 14C au site de Saqqaa | Niveau stratigraphique (profondeur) au site du lac de Saqataa Tasia | Datation par le 14C au site de Saqataa Tasia | Illustration                                                                |
| ----------------------- | ----------------------- | ----------------------------------------------------------------- | ------------------------------------------------- | ------------------------------------------------------------ | ------------------------------------- | ------------------------------------------------------------------- | -------------------------------------------- | --------------------------------------------------------------------------- |
| Betula                  | Bouleau                 | 41 à 42 m                                                         | 1430-1630                                         | 26 à 27 m                                                    | 1045-1260                             | 43,2 à 43 m                                                         | 1650-1950                                    | Photographie en couleurs d'arbustes nichés au sein d'une vallée glaciaire.  |
| Vaccinium uliginosum    | Myrtille des marais     | -                                                                 | -                                                 | 52 à 58 m                                                    | 1220-1380 et 1250-1390                | -                                                                   | -                                            | Photographie en couleurs d'une plante arbustive à fruits ronds et violacés. |
| Stellaria media         | Stellaire intermédiaire | -                                                                 | -                                                 | 26 à 27 m                                                    | 1045-1260                             | 52 à 58 m                                                           | 1220-1380 et 1250-1390                       | Photographie en couleurs d'une herbacée à fleurs blanche et jaune.          |
| Helodium blandowii (en) | Blandow's Tamarisk-moss | 50 à 51 m 58 à 59,5 m                                             | 1300-1415 1040-1215                               | -                                                            | -                                     | -                                                                   | -                                            | Photographie en couleurs en gros plan d'un lichen.                          |
| Carex                   | -                       | 65 à 68 m 73 à 75 m                                               | 600-695 675-870                                   | 32 à 33 m                                                    | 575-655                               | -                                                                   | -                                            | Photographie en couleurs d'une herbacée à feuilles vert clair.              |
| Calliergon cordifolium  | calliergon commun       | -                                                                 | -                                                 | 32 à 33 m 36 à 37 m                                          | 575-655 255-525                       | -                                                                   | -                                            | Photographie en couleurs d'un lichen brun-vert.                             |
| Carex rostrata          | Laîche à ampoules       | -                                                                 | -                                                 | 32 à 33 m                                                    | 575-655                               | -                                                                   | -                                            | Photographie en couleurs d'une herbacée aux inflorescences vert clair.      |